# María Luisa de Austria
María Luisa de Austria (en francés:Marie-Louise d'Autriche) nacida como Marie-Louise Léopoldine Françoise Thérèse Josèphe Lucie de Habsburg-Lorraine (María Ludovica Leopoldina Francisca Theresa Josepha Lucía de Habsburgo Lorena),(Viena, Austria, 12 de diciembre de 1791-Parma, Ducado de Parma, 17 de diciembre de 1847) fue Archiduquesa de Austria, princesa de Hungría y Bohemia y la segunda esposa de Napoleón Bonaparte, por lo tanto, emperatriz de Francia desde 1810 a 1814. Luego duquesa en el Ducado de Parma, Ducado de Piacenza y Ducado de Guastalla hasta 1847.
Hija mayor del emperador Francisco I de Austria, fue entregada en matrimonio en 1810 al emperador de Francia y rey de Italia Napoleón Bonaparte para sellar el Tratado de Schönbrunn entre Francia y Austria, tras la derrota de esta última en la Batalla de Wagram en 1809.
María Luisa se unió a regañadientes a la corte imperial en el Palacio de las Tullerías y pronto empezó a disfrutar de su nueva posición, aunque los franceses no la querían y ella se sentía fuera de casa en el país que, veinte años antes, había decapitado a otra archiduquesa austriaca, su tía abuela María Antonieta de Austria, esposa de Luis XVI de Francia.
Cuando Napoleón fue derrotado en la Guerra de la Sexta Coalición, María Luisa decidió no seguirlo al exilio en la Isla de Elba, sino regresar con su hijo Napoleon II, a la corte de Viena. Tras los Cien Días y la decisiva derrota de Napoleón en la Batalla de Waterloo, la emperatriz, para defender mejor los intereses de su hijo, decidió permanecer leal a su familia de origen, los Habsburgo-Lorena. El Congreso de Viena le otorgó, en 1815, el Ducado de Parma, el Ducado de Piacenza y el Ducado de Guastalla. Tenía entonces solo 24 años.
Duramente criticada por el pueblo francés por haber abandonado a Napoleón en la época de la debacle, María Luisa, que gobernó durante un periodo convulso, logró en cambio, mediante una política ilustrada y social estrechamente seguida por Austria, ser muy querida por el Ducado de Parma y Plasencia que la llamaban "la buena duquesa".
Tras la muerte de Napoleón, en 1821, María Luisa se casa dos veces por vía del Matrimonio morganático. Su segundo marido fue el conde Adam Albert von Neipperg en 1821, un escudero al que conoció en 1814. Ella y Neipperg tuvieron tres hijos, Albertina de Montenuovo, Guillermo Alberto de Montenuovo y Mathilde. Después de la muerte de Neipperg en 1829, su último matrimonio será con el conde Charles René de Bombelles en 1834. María Luisa murió en Parma en 1847 de pleuresía. Sus restos descansan en la Cripta Imperial de Viena.

## Biografía

### Infancia
María Luisa nació en el Palacio Imperial de Hofburg, poco antes de la medianoche del 12 de diciembre de 1791. Es la hija mayor del archiduque heredero Francisco I de Austria y su segunda esposa, María Teresa de las Dos Sicilias y nieta de María Carolina de Austria (1752-1814) del Reino de  Nápoles y del Reino de Sicilia y sobrina nieta de María Antonieta de Austria, Reina de Francia, esposa de Luis XVI de Francia. 
Aliado de Austria desde 1756, el Reino de Francia se enfrenta a una oleada revolucionaria que puso fin al absolutismo y creó una Monarquía constitucional a la que la pareja real se opone en secreto. Es en este contexto convulso que el 1 de marzo de 1792, fallece el emperador Leopoldo II del Sacro Imperio Romano Germánico, hermano de la reina de Francia y de la reina de Nápoles, y abuelo de María Luisa. El archiduque Francisco asumen la corona. Tenía 24 años y poca experiencia.
El 20 de abril, Francia le declaró la guerra a su aliado, el Rey de Bohemia y Rey de Hungría, ya que el archiduque aún no había sido coronado emperador en Frankfurt. El 10 de agosto, el rey de Francia y su familia son encarcelados. El 22 de septiembre, se proclama la Primera República francesa. Luis XVI es juzgado, condenado a muerte y ejecutado el 21 de enero de 1793, María Antonieta sufrió la misma suerte el 16 de octubre de 1793. Maria Luisa tenía entonces apenas 22 meses. La guerra contra Francia duraría más de veinte años y tendría un profundo impacto en la joven archiduquesa. Según la tradición, la niña recibe en su bautismo los nombres de su abuela paterna, la emperatriz María Luisa de Borbón, pero, en privado, se le llama con un diminutivo: Luisl (en francés: Louise).
Aunque abandonada por su madre, la emperatriz María Teresa, una mujer fría que no dio ni afecto ni apoyo a sus hijos, la joven archiduquesa vivió una infancia despreocupada entre el Palacio Imperial de Hofburg, el Palacio de Schönbrunn y el Palacio de Laxenburg. Los años de formación de María Luisa se dieron durante un período de conflicto entre Francia y su familia. Fue criada odiando Francia y las ideas francesas. María Luisa fue influenciada por su abuela María Carolina, que despreciaba la Revolución Francesa, que causó la muerte por decapitación de su tía, María Antonieta. El Reino de Nápoles también entra en conflicto directo con las fuerzas francesas dirigidas por Napoleón Bonaparte. La Guerra de la Tercera Coalición llevó a Austria al borde de la ruina, lo que aumentó el resentimiento de María Luisa hacia Napoleón. La familia imperial se vio obligada a huir de Viena en 1805. María Luisa se refugió en Hungría y más tarde Galicia antes de regresar a Viena en 1806. Su padre renunció al título de emperador del Sacro Imperio Romano, pero se mantuvo como emperador de Austria. Para casarla, sus padres le habían instruido en muchos idiomas. Además de su nativo alemán, hablaba con fluidez en inglés, francés, italiano, latín y español.  
En 1807, cuando María Luisa tenía 15 años, su madre murió después de sufrir un aborto involuntario. Menos de un año después, el emperador Francisco se casó con su prima María Luisa de Austria-Este, que era cuatro años mayor que María Luisa. No obstante, María Luisa de Austria adoptó un papel maternal hacia su hijastra.                                                 
Estalló otra vez la guerra entre Francia y Austria en 1809, lo que resultó en la derrota de los austriacos de nuevo. La familia imperial tuvo que huir de Viena de nuevo antes que la ciudad se rindiera el 12 de mayo. Su viaje se vio obstaculizado por el mal tiempo, y llegaron a Buda "mojados, y casi agotados por la fatiga."

### Relaciones entre Francia y Austria
Aunque alejada de la guerra y la política, desde su infancia, María Luisa sufrió las consecuencias de las batallas libradas por Austria contra la Francia de Napoleón, el Tratado de Campo Formio, que marcó las primeras derrotas de Austria, se firmó en 1796, cuando sólo tenía cuatro años.También se le inculcó un profundo odio hacia el comandante francés, quien, a sus ojos, era el diablo. Entre sus juguetes, María Luisa tenía un soldado de madera llamado "Bonaparte", al que le gustaba maltratar.
Cuando la noticia del secuestro y ejecución de Luis Antonio Enrique de Borbón-Condé por parte de Napoleón llegó a Viena en 1804, los Habsburgo-Lorena recordaron el destino de María Antonieta y comenzaron a temer la caída de otras personas coronadas. A los ojos de María Luisa, que entonces tenía 12 años, Bonaparte era la encarnación de la Revolución, el Anticristo que quería destruir la Iglesia y las monarquías de Europa, mientras que su amado padre era defensor del orden y la justicia. Mientras tanto, temiendo que Napoleón acabase con el Sacro Imperio Romano Germánico, Francisco II elevó el Archiducado de Austria a la categoría de Imperio y se autoproclamó Emperador de Austria con el título de Francisco I.
El 20 de octubre de 1805, durante la Guerra de la tercera coalición, Napoleón infligió una severa derrota al ejército austríaco en la Batalla de Ulm. Un mes después, el emperador francés entró en Viena y se instaló en Schonbrunn. María Luisa, de 13 años, y sus hermanos y hermanas son enviados a Hungría. Desde la ciudad de Ofen, la archiduquesa espera que el destino de la guerra favorezca a los aliados y escribe a su madre: "El destino irá del lado de mi padre, y finalmente llegará el momento en que este usurpador será humillado. Tal vez Dios le permita llegar a este nivel para privarle, después de haberse atrevido tanto, de toda salida".
Pero, contrariamente a sus expectativas, el 2 de diciembre de 1805, Napoleón ganó la decisiva Batalla de Austerlitz. A la derrota siguió el Tratado de Presburgo, bastante desfavorable para Austria, que se vio privada de muchos territorios (principalmente Véneto, Dalmacia, Tirol y Vorarlberg) y poco después, en agosto de 1806, el Sacro Imperio Romano Germánico deja de existir. La Austria derrotada queda aislada.
El 13 de abril de 1807, la emperatriz María Teresa de las Dos Sicilias murió a los 35 años, después de dar a luz a su duodécimo hijo, una niña que nació muerta. El emperador Francisco, que a sus 39 años es viudo por segunda vez, busca una nueva esposa. En enero de 1808, se casó con su prima María Luisa de Austria-Este, conocida como María Ludovica, de 19 años, hija de los difuntos archiduques Fernando Carlos de Austria y María de Módena, expulsados de su Ducado de Módena por las tropas francesas y que vivían exiliados en Viena.
Marie-Louise, sólo cuatro años menor que su madrastra, se convierte en su amiga y su relación se intensifica. La emperatriz María Ludovica, que debido a su frágil y delicada salud no podía tener hijos, consideraba a los hijos de su marido como propios. De María Luisa dice: "No creo que hubiera podido amarla más que si no la hubiera llevado en mi vientre, además ella lo merece, porque su carácter es fundamentalmente bueno".
En 1809 se reanudó la guerra entre los dos imperios y Austria quiso anular el Tratado de Paz de Presburgo. Una vez más, a pesar de las hazañas del archiduque Carlos, Napoleón demostró ser un estratega más hábil y la guerra giró a su favor. El 4 de mayo, la familia imperial huyó nuevamente de Viena, que fue ocupada por los franceses por segunda vez el 12 de mayo. Desde Ofen, Maria Luisa, de 17 años, escribió a su padre: "Vivimos constantemente con miedo, sin saber si cada nuevo día nos trae alegría o tristeza".
Ante la aproximación de los ejércitos napoleónicos, los archiduques austriacos se vieron obligados abandonar la ciudad y refugiarse más al este, en Eger, donde la emperatriz María Ludovica se hizo cargo de la educación de sus hijastros, a los que incitó al odio contra Napoleón. Lee preguntas que su nuera debe responder en voz alta: "¿Quién es el enemigo de nuestra felicidad?. El emperador de Francia. ¿Y eso es todo?. Un tipo malo. ¿Cuántas naturalezas tiene?. Dos: una naturaleza humana y una naturaleza diabólica. ¿De quien desciende Napoleón?. Del pecado".
El 6 de julio de 1809 Napoleón gana la Batalla de Wagram y Austria se rinde; la derrota fue seguida con el Tratado de Schönbrunn, que resultó humillante para Austria.

### Bodas por poder en Viena[5]

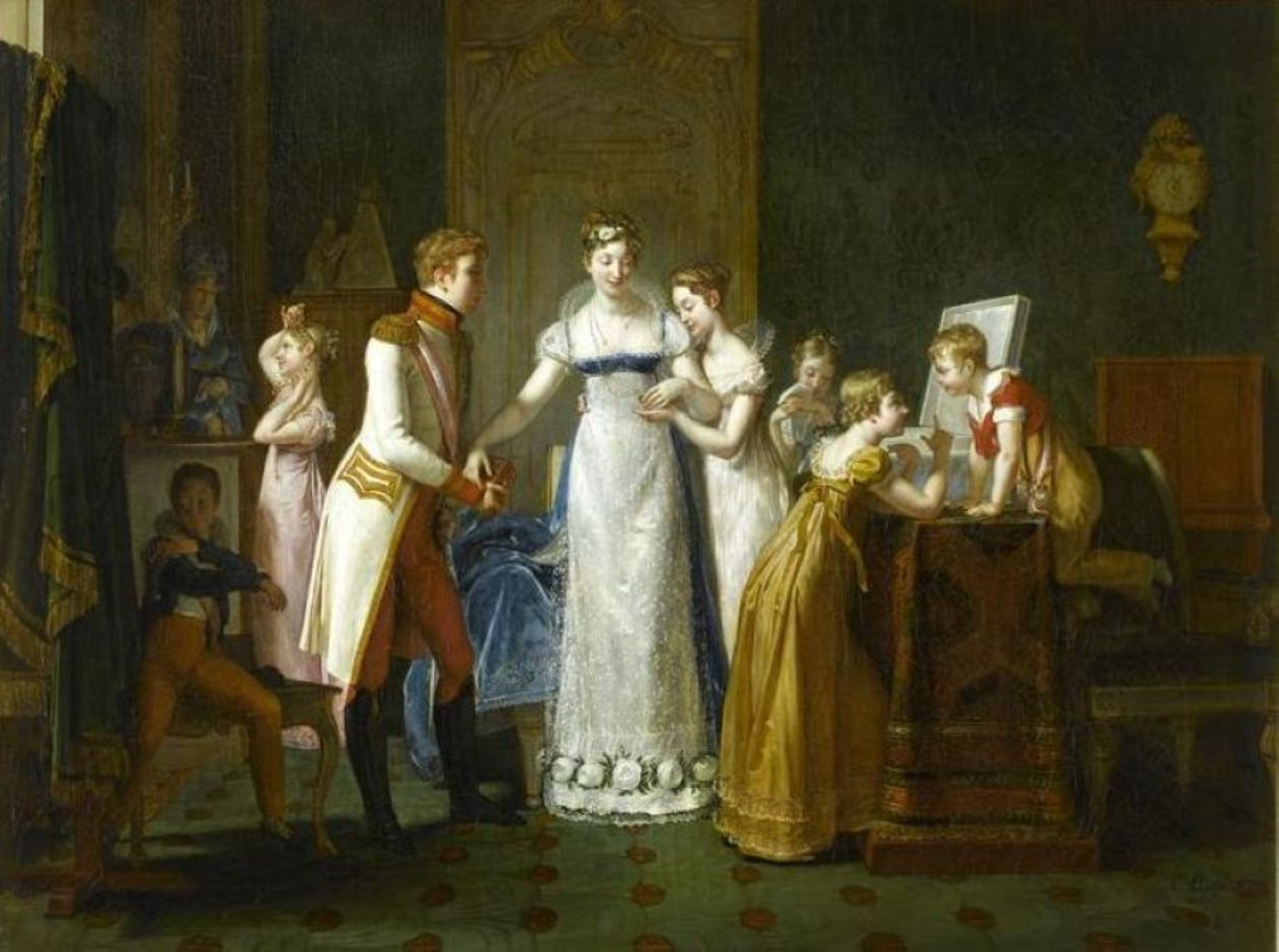
Despedida de María Luisa a su familia, por Pauline Auzou, 1812.

El 20 de diciembre de 1809, Napoleón Bonaparte se divorció de Josefina de Beauharnais porque ella no le dio hijos. Las dudas sobre su esterilidad han quedado disipadas: tiene un hijo con Eléonore Denuelle y Marie Walewska también espera un hijo suyo. Tras un intento de asesinato   contra Napoleón, se preocupó por fundar una Dinastía teniendo descendencia legítima. Por lo tanto, rápidamente busca volver a casarse.
Tras rechazar a las candidatas francesas, dos candidatas resultaron vencedoras, la gran duquesa Ana Pávlovna Románova, de 14 años, hermana del zar Alejandro I de Rusia, y la archiduquesa María Luisa, de 17 años, hija del emperador Francisco I de Austria. Molesto por la falta de entusiasmo mostrada por la corte rusa y convencido por la actividad diplomática del conde Klemens von Metternich, que temía una alianza entre París y Moscú y que había persuadido a Francisco II para que entregara a su hija a su enemigo, Napoleón decidió rechazar la alianza rusa.
María Luisa, de 18 años, que nunca fue informada de las negociaciones a través de los canales oficiales, escribe el 23 de enero de 1810 a su amiga Victoire: "Sé que en Viena ya me ven casada con el gran Napoleón, espero que eso no ocurra y te estoy muy agradecida, querida Victoire, saludos. En este sentido, hago contra deseos para que eso no ocurra y creo que sería la única en no alegrarme por ello".
Napoléon aceptó entonces la oferta del emperador de Austria, a quien había obligado a firmar la paz después de la difícil victoria de la Batalla de Wagram. Este matrimonio también pretende calmar las relaciones entre Francia y Austria, que llevan 18 años de guerra. Los pasos se tomaron a través del embajador de austríaco en París, Carlos Felipe de Schwarzenberg, y la solicitud oficial fue hecha en Viena el 7 de marzo por el representante de Napoleón, Louis Alexandre Berthier, Príncipe de Neuchátel, esposo de una princesa de bávara y recientemente Príncipe de Wagram. Cuando Metternich informó oficialmente a la archiduquesa de su próximo matrimonio, María Luisa se quejó a su padre, quien se justificó diciendo que el acuerdo había sido hecho por sus ministros, sin que él supiera nada al respecto; sin embargo, es poco probable que las negociaciones se hubieran llevado a cabo sin que él fuera informado. María Luisa acepta entonces "sacrificarse por la felicidad del Estado", aunque detesta a este "ogro corso". 
El matrimonio se celebra por primera vez por poder, en la Iglesia de los Agustinos (Viena), el 11 de marzo de 1810, como es la tradición del Antiguo Régimen y más particularmente la que se aplicaba para al matrimonio de María Antonieta de Austria. El testigo de Napoleón es su antiguo enemigo, el archiduque Carlos de Austria-Teschen, tío de María Luisa y antiguo comandante de las tropas austriacas que se enfrentaron a Napoleón en Eslinga, pero fueron derrotadas en Wagram. El arzobispo de Viena concede la bendición nupcial y bendice doce anillos de boda porque se desconoce el tamaño del dedo de Napoleón.
Marie-Louise abandonó Viena el 13 de marzo. El gran rito del "entrega de la novia" tendrá lugar el 16 de marzo cerca de Braunau am Inn. Napoleón quería que la ceremonia siguiera el protocolo utilizado cuarenta años antes para María Antonieta. La  joven princesa austriaca pasa sucesivamente por tres pequeñas habitaciones de madera (habitación austriaca, habitación neutral y habitación francesa), en la primera se desnuda; en el segundo, se viste con ropas traídas por la corte imperial francesa y es recibida por la hermana menor de Napoleón, la reina Carolina Bonaparte. En tercer lugar, se vuelve verdaderamente francesa al pasar a Baviera, un aliado de Francia.
Se celebraron recepciones en su honor en Estrasburgo y Nancy, y el encuentro con el Emperador estaba previsto en Soissons el 28 de marzo.  Impaciente, el emperador no pudo contenerse y fue a recibir el carruaje en Compiègne, donde llegaron el 27 de marzo a las 21:30 horas. Marie-Louise es luego presentada ante el tribunal. Napoleón decidió romper el protocolo: esa misma noche decidió tener relaciones sexuales con su nueva esposa, no sin antes preguntar al obispo de Nantes si el matrimonio por poderes en Viena le otorgaba los derechos de un marido sobre su esposa. Tras recibir una respuesta favorable, decide unirse antes de la ceremonia en París. Después de comprobar las intenciones de la novia, Napoleón le pide a su hermana Carolina, que recuerde brevemente el papel de la mujer durante esa noche. Napoleón recordaría más tarde sobre aquella noche durante su exilio en la Isla de Elba: "Fui hacia ella y ella hizo todo riendo. Ella se rió toda la noche. A la mañana siguiente, felizmente, le susurró a su ayudante de campo el señor Anne Jean Marie René Savary: "Querido mío, cásate con una alemana, son las mejores mujeres del mundo, dulces, buenas, ingenuas y frescas como las rosas".

### La boda oficial en el Louvre
El 1 de abril de 1810, la unión civil se celebró en la gran galería del Palacio de Saint-Cloud en presencia de la Corte y de la familia imperial. Napoleón pensó inicialmente en casarse en Versalles, pero eligió el palacio donde, en 1799, había llevado a cabo su Golpe de Estado al proclamarse Primer Cónsul de la República. Cinco años más tarde, de nuevo en Saint-Cloud, fue nombrado emperador. Durante la ceremonia se produjo la primera ruptura con el colegio cardenalicio: dieciséis cardenales participaron en la boda y trece la rechazaron.
El 2 de abril de 1810 París recibió a María Luisa con pompa bajo una maqueta de tamaño natural del Arco de Triunfo de París. A los 40 años, vestido con su traje imperial, Napoleón se casó con la archiduquesa de Austria María Luisa, de 18 años, en el Salón Carré del Louvre transformado para la ocasión en capilla por el arquitecto Pierre-François-Léonard Fontaine. El matrimonio fue consagrado por el tío del Emperador el cardenal Joseph Fesch.  
La ruptura con el clero se hizo más evidente cuando a la ausencia de los trece cardenales se sumaron otros tres que no quisieron asistir a la boda. Napoleón estaba todavía bajo una excomunión que había recibido en 1809, y era considerado por ellos como un "bígamo" a falta de ratificación por parte del Papa Pío VII de su divorcio de Josefina de Beauharnais. Napoleón estaba disgustado con esta rebelión y puso a los cardenales bajo vigilancia policial en las provincias. El descontento también afectó a la corte: las hermanas y cuñadas de Napoleón se negaron a llevar la cola de "la Austríaca", apodo de María Luisa como se llamaba antiguamente a María Antonieta. La Emperatriz no sabe que ya se habla de ella así en todo París, los bonapartistas prefieren a Josefina, los republicanos la odian como sobrina de la reina decapitada, los monárquicos no perdonan dar con este matrimonio una especie de legitimidad a la familia Bonaparte. María Luisa está lejos de sospechar la animosidad que ha engendrado su matrimonio. 
Las celebraciones son grandes y muy costosas. Johann Nepomuk Hummel compuso una Cantata Nupcial (22 movimientos) para solistas, orquesta, un coro austríaco y un coro francés. Los fuegos artificiales, obra de Ruggieri (empresa fabricante muy importante de la época), iluminan el cielo de París. La ceremonia vista en los Campos Elíseos (París), "desde la Plaza de la Concordia hasta la Barrera de la Estrella" (hoy Plaza Charles de Gaulle), despertaron una admiración general. Doce buffets ocupan el Cours la Reine (hoy Campo de golf de la Reina) y cerca de los Campos Elíseos, las fuentes brotan durante veinticuatro horas. Luego, durante tres semanas, la pareja pasó su Luna de miel en las provincias belga y holandesa, antiguos territorios austriacos en los que la nueva emperatriz fue recibida cálidamente.

### Cuatro años de convivencia con Napoleón (1810-1814)

#### La vida de una emperatriz
Napoleón se enamoró rápidamente de María Luisa, cuyo noble nacimiento y virtudes domésticas admiraba. María Luisa resultó ser una esposa ideal para el emperador; había sido entrenada para obedecer desde la infancia, era devota, cariñosa  y no interfería en los asuntos políticos. María Luisa es una "niña encantadora", se dirige a su marido de manera informal para gran sorpresa de los cortesanos y el emperador la llama "Nana" o "Popo". Metternich intentó influir en la emperatriz para que ejerciera cierto control sobre su marido y lo llevará a una política pro-austríaca, pero María Luisa se negó.
Aunque apreciada por el Emperador, María Luisa es, para los franceses, la nueva "austriaca". En sus cartas a su padre, dice que es feliz, pero a veces deja traslucir cierta amargura. El poeta Alphonse de Lamartine habla de ella como de una "estatua de la melancolía del norte abandonada en medio de un campamento francés, en medio del estruendo de las armas".
En el Palacio de las Tullerías, cuatro habitaciones en las que María Antonieta vivió durante la Revolución Francesa están reservadas para ella. María Luisa no se sentía a gusto en ese país y, como indica Napoleón en sus memorias, "siempre tuvo miedo de estar entre los franceses que habían asesinado a su tía". A la Emperatriz no le gusta el ambiente de la corte ni todo este círculo de nobles complacientes y serviciales. En su diario María Luisa escribió: "No me gusta que me adulen en mi presencia, sobre todo cuando el elogio no es verdadero, como cuando me dicen que soy bella". Sin embargo, María Luisa encontró como amiga a su primera dama de compañía, la duquesa de Montebello, recientemente enviudada del mariscal Jean Lannes.
Los cortesanos pronto empezaron a despreciar a la emperatriz: María Luisa era muy tímida, carecía del encanto y la despreocupación de la emperatriz Josefina y, a diferencia de esta última, prefería la intimidad de su vida privada a la sociedad parisina. Una mujer del siglo XIX mientras que Josefina era una mujer del siglo XVIII. María Luisa se contenta con desempeñar el papel de primera dama junto a su marido, mostrando la actitud recta y dócil aprendida en la corte de Viena.
La joven emperatriz entró rápidamente en conflicto con el clan corso Bonaparte que, antes de ella, había mostrado el mismo odio hacia Josefina. Mientras que la madre de Napoleón, María Leticia Ramolino, se contentaba con lanzar miradas despectivas a la joven inexperta, sus hijas la avergonzaban en la Corte. La única persona con la que mantiene buenas relaciones es Hortense de Beauharnais, reina de Holanda. En cuanto a Josefina, María Luisa le teme y no desea conocerla. Las dos emperatrices son muy diferentes y el propio Napoleón las compara: "En una (Josefina) todo es arte y gracia, en la otra (María Luisa) es la inocencia hecha persona". Josefina permaneció "siempre más o menos alejada de la verdad" mientras que María Luisa "no sabe fingir y nunca se aleja de la verdad". Otra gran diferencia entre ambas se refiere al gasto de la Corte en vestidos y joyas, Josefina incluso superó a María Antonieta, ya famosa por sus extravagancias, y por ejemplo, entre 1804 y 1806, gastó 6.647.580 francos. María Luisa todavía está por debajo de los 500.000 francos que le fueron concedidos.
En su vida privada, la Emperatriz se dedicó a las actividades que habían llenado sus días en Viena y que Napoleón disfrutaba. Ella continúa realizando trabajos de bordado y costura; tocar instrumentos sigue siendo una de sus actividades favoritas y se dedica al arpa, al clavicémbalo y al piano. Ferdinando Paër le dio lecciones de canto y María Luisa le ayudó en su carrera en París, en 1812, se convirtió en director del Teatro de la Ópera Italiana y del Teatro de la Emperatriz. Proudhon y Jean-Baptiste Isabeyson sus profesores de dibujo.La lectura es un pasatiempo importante, pero también es una herramienta de aprendizaje y educación. Aunque criticada, le gusta leer las obras de François-René de Chateaubriand (Atala (novela), René (Novela) y El genio del cristianismo). Se dedica también, aunque con más reservas, a la lectura de textos más frívolos como de Madame de Genlis y Nicolás Edme Restif de la Bretonne, cuya coquetería típicamente francesa no le gusta.
María Luisa da mucha importancia a las comidas y es una entusiasta de la gastronomía. Le gusta jugar al billar, pasear por los jardines del Palacio del Elíseo y montar a caballo por el Palacio de Saint-Cloud. A ella no le apasiona la caza; sólo lo sigue en un carruaje. En cuanto al Palacio de Versalles, está dividida, le gusta el parque del Pequeño Trianón, que le recuerda a Laxenburg, pero la atmósfera le parece impregnada de la difunta María Antonieta. Habiendo crecido en el ambiente devoto de Viena, María Luisa asistía a misa los domingos y en festividades religiosas. Dentro de los límites concedidos por su marido y bajo el estricto control del aparato estatal, también se dedicó a la caridad.

### El nacimiento del primer hijo y la primera regencia
María Luisa quedó embarazada en julio de 1810. El embarazo no presenta problemas particulares y el título del niño ya está elegido: Rey de Roma si es niño, Princesa de Venecia si es niña. Las complicaciones surgieron durante el parto, que duró doce horas, la Etiqueta (código) Imperial prohibía la presencia de una partera, por lo que el obstetra designado, el doctor Antoine Dubois, ofició el parto, sin la ayuda inicial del médico personal del Emperador, Jean-Nicolas Corvisart. Al romperse la bolsa amniótica, la vida del niño y de la madre están en peligro. El doctor Dubois preguntó entonces a Napoleón I a quién salvar en caso de peligro. Napoleón entonces dijo que primero se salvará a la madre: "Vamos, no pierdas la cabeza, salva a la madre, piensa sólo en la madre...La naturaleza no tiene leyes, señor; actúa como si fuera una pequeña burguesa de la calle Saint-Denis". "Compórtate  exactamente como si estuvieras esperando al hijo de un zapatero", respondió el emperador a Dubois, contrariamente a la costumbre que era salvar al niño, lo que equivalía a salvar la alianza austríaca, pues Napoleón creía que María Luisa podría darle otros herederos. Dubois, que mandó llamar a Corvisart, tuvo que utilizar Fórceps porque el niño nació por los pies, lo que hizo gritar a Maria Luisa. Así nació, a las 9:15 horas  de la mañana del 20 de marzo de 1811, el esperado heredero, Napoleón II Bonaparte, rey de Roma, pero "sin dar señales de vida". Corvisart llegó al lugar y encontró al bebé tendido en el suelo a un lado, con Dubois sólo cuidando a la madre. Corvisart hizo que lo froten y el niño finalmente gritó después de siete minutos. María Luisa sufrió mucho y los médicos le aconsejaron que no tuviera más embarazos, lo que confinó aún más a la Emperatriz a sus aposentos. El recién nacido fue rápidamente confinado a su institutriz, Madame de Montesquiou.   
El 9 de junio de 1811 en la Catedral de Notre Dame de París es bautizado Napoleón François Charles Joseph. Sus nombres rinden homenaje a su padre, a su abuelo materno, a su tío José Bonaparte y a su abuelo Carlo Buonaparte. Sus padrinos fueron el duque Fernando III de Toscana (en representación del Emperador), María Leticia Ramolino, José Bonaparte y Hortensia de Beauharnais. Es la condesa Sophie Vilain XIIII que sostuvo al niño en la pila bautismal. María Luisa, como muchos otros soberanos antes que ella, no podía ocuparse directamente del niño. De hecho, Napoleón ya había planeado su formación y educación, su esposa se mantuvo a distancia. A una de sus damas de compañía le confió: "Me están robando a mi hijo, mi querido niño, me gustaría tanto poder mecerlo, pasearlo, mostrárselo yo misma al Emperador. Estoy segura de que en Austria me habrían permitido pasar todos los días con mi hijo".
En mayo de 1812, Napoleón parte hacia la Campaña de Rusia . María Luisa lo sigue a Dresde , donde podrá conocer a su padre y a su madrastra. Mientras Napoléon continuaba su viaje, que lo condujo al desastre, María Luisa pudo recorrer los territorios del Imperio de su padre de junio a julio. El 18 de julio ella está de vuelta en París. A lo largo de la expedición, el Emperador y la Emperatriz intercambiaron numerosas cartas y permanecieron en contacto constante. El intento de golpe de Estado del general Malet en octubre provocó la ira de Napoleón: a nadie se le había ocurrido gritar "El Emperador ha muerto". ¡Viva el Emperador!.

## Descendencia
De este matrimonio nació un solo hijo,
Napoleón II Bonaparte

### La Segunda Regencia y el colapso del Imperio
El año 1814 no comenzó con los mejores auspicios. Muchos en el país ya no alaban al emperador, principalmente por el aumento de los impuestos y el reclutamiento de 300 000 hombres en noviembre de 1813. María Luisa, por su parte, está abrumada por la desesperación y le confiesa a Hortense: "Traigo mala suerte dondequiera que voy. Todas las personas con las que he tratado se han visto afectadas en mayor o menor medida, y desde pequeña me he pasado la vida huyendo". El 23 de enero María Luisa es nombrada regente por segunda vez. La mañana del 25 de enero, Napoleón se despide de su hijo y de su esposa entre lágrimas; no se volverán a ver.
Napoleón invita nuevamente a su esposa a escribir a su padre para pedirle que cambie de partido, pero Francisco es categórico. Nuevas conversaciones de paz, que comenzaron el 5 de febrero en la Campaña francesa de 1814, terminó ser un fracaso. Como regente, María Luisa presidía cada mañana el Consejo, mostrando una confianza absoluta en el emperador aunque alternaba entre temores y esperanzas. En cartas a su marido describe una situación difícil: está muy triste, las mujeres y los niños abandonan París y los cuadros y tesoros del Louvre son llevados a un lugar seguro. El 8 de febrero, Napoleón escribió a su hermano José Bonaparte, a quien había nombrado teniente general del Imperio, que si él muriera, la Emperatriz y el Príncipe Heredero deberían ir Rambouillet antes que caer en manos de los austriacos: "Preferiría que le cortaran la garganta a mi hijo antes que verlo criado en Viena, como un príncipe austriaco". María Luisa escribió a su marido: "Ahora sólo quiero la paz, lejos de ti me siento tan impotente y tan triste que todos mis deseos se limitan a esto".
El 20 y el 21 de marzo de 1814 Napoleón fue derrotado en la Batalla de Arcis-sur-Aube. Posteriormente, intentó flanquear al enemigo en lugar de detenerlo frente a París. Los aliados enviaron 8.000 hombres contra Napoleón mientras 180.000 tomaron el camino de París. La ciudad está en caos y el 28 de marzo, durante el Concilio, el ministro de Guerra, Henri Jacques Guillaume Clarke, propuso la idea de evacuar a la Emperatriz y al Príncipe Heredero. Otros ministros, Charles Maurice de Talleyrand, Jean-Baptiste Nompère de Champagny y Anne Jean Marie René Savary, decidieron que el regente debía permanecer en París. José Bonaparte interviene entonces para leer las órdenes explícitas del emperador escritas en una carta del 16 de marzo: "Si es imposible defender a la ciudad, su esposa y su hijo deben abandonar la capital y dirigirse hacia el Loira.
La mañana del 29 de marzo de 1814, la procesión imperial sale a París, amenazada al oeste por los cosacos que ya ocupan Neuilly-sur-Seine. Al día siguiente, París capituló. Las consecuencias de la derrota fueron importantes para Francia, cuyas fronteras volvieron a ser las de la República. El viaje de la Emperatriz termina la tarde del 2 de abril en Blois , donde siguen celebrándose las reuniones del Consejo. Era el cuarto aniversario de su boda y María Luisa escribió a Napoleón, que estaba en Fontainebleau: "Creo que la paz devolverá toda mi serenidad. Realmente necesitas donarla rápidamente". El 13 de abril en París, el Senado declaró la pérdida del poder del emperador, "culpable de haber violado su juramento y atacado los derechos del pueblo reclutando hombres y recaudando impuestos contrarios a las instituciones". Napoleón le pide a su esposa que escriba una carta a su padre, Francisco, para que la proteja a ella y a su hijo. El regente escribe: "El estado de cosas es tan triste y aterrador para nosotros que busco refugio en ti para mí y para mi hijo. Es en tí, querido padre, que pongo nuestra salvación". El 6 de abril, Napoleón abdicó incondicionalmente, sin que le sucediera Napoleón II Bonaparte ni se concediera la regencia a María Luisa. Al día siguiente, llegaron noticias a Blois, así como una carta de Napoleón para María Luisa: "Adiós, mi querida Luisa, lo siento por ti. Escribe a tu padre y pídele que te dé la Toscana. En cuanto a mi, solo quiero la Isla de Elba".
Primero, María Luisa decide reunirse con él en Fontainebleau, luego se deja convencer para quedarse en Blois. Ella le escribe a su marido para pedirle instrucciones porque algunos le piden que vaya a buscarlo mientras que otros la invitan a reunirse con su padre. Napoleón no respondió y fue un ayudante de campo del zar y un representante del gobierno provisional francés quien apareció en Blois para convencerla de partir hacia Orleans. En la ciudad le confiscaron sus objetos de valor, no sólo los bienes estatales, sino también los regalos de su marido. María Luisa está aterrorizada y teme acabar como María Antonieta. Ella le escribió a Napoleón que tenía fiebre, tosía sangre y necesitaba ayuda. El 11 de abril, Napoleón le escribió y le informó de las decisiones tomadas por los aliados: él sería enviado a la Isla de Elba, ella y su hijo al Ducado de Parma, mientras que él hubiera preferido que ella recibiera la Toscana, para poder reunirse con él definitivamente en la isla de Elba. El 12 de abril, antes de partir, entregó parte de sus fondos restantes al tesorero, Guillaume Peyrusse, enviado por Napoleón. María Luisa no siguió a su marido al exilio y el 16 de abril, se reencuentra con su padre en Rambouillet.

### La renuncia al exilio con Napoleón
Francisco asumió el papel de tutor que el emperador de los franceses había ocupado durante cuatro años. El 23 de abril de 1814 comienza el viaje de regreso de María Luisa a Austria. El 2 de mayo, cruzó el Rin y abandonó Francia. En su diario escribió: "Deseo lo mejor para la pobre Francia. Que disfrute de la paz que ha necesitado durante tanto tiempo y que de vez en cuando sienta un poco de compasión por alguien que le ha mantenido cariño y que lamenta su propio destino y los amigos que necesariamente debe abandonar".
Durante el resto del viaje, su salud se deterioró notablemente, estaba cada vez más delgada, tenía fiebre constante y deseaba "la paz que sólo se puede encontrar en la tumba". En Austria la situación empieza a recuperarse poco a poco. Más tarde, pensó que encontraría apoyo en Viena, un reino en Parma y algunas estancias en la isla de Elba con su marido.
En Viena, María Luisa fue recibida inicialmente con grandes muestras de afecto. Sin embargo, ella todavía tiene la intención de unirse al Emperador en su isla, y le escribe: "Me consuelo con la idea de que a veces piensas en mí, pero no quisiera que me olvidaras, no tendrías preocupaciones mientras yo, atormentada, amándote más tiernamente que nunca, paso días enteros desesperando de no verte".
Poco después, su serenidad empezó a desconcertar a la opinión pública y a su familia porque parecía angustiada por la desgracia de su marido. En junio de 1814, Francisco I concede a María Luisa unas vacaciones en la ciudad balnearia de Aix-les-Bains. Luego la acompañó un general en quien su padre tenía plena confianza, Adam Albert von Neipperg. El verdadero objetivo de su misión era hacer todo lo posible para evitar que la Emperatriz se uniera a Napoleón. Neipperg, que lo comprendió perfectamente, dijo al despedirse: "En seis semanas seré su mejor amigo y en seis meses su amante". No tardará tanto. A finales de agosto, la duquesa de Colorno, nuevo título de María Luisa, deseaba regresar a Viena para hablar de su futuro y del de su hijo. Napoleón Bonaparte le escribió que la esperaba en la isla de Elba en septiembre, pero María Luisa no quería ir allí y, además, no podía ir sin el consentimiento de su padre. Durante el viaje de regreso a través de Suiza, María Luisa expresa los sentimientos de amor que tiene por Neipperg y se convierten en amantes en la noche del 25 de marzo al 26 de septiembre en el Golden Sun Inn en Righi. Ella escribió a Madame de Montebello: "Imagínese que en los últimos días de mi estancia en Aix, el emperador me envió mensaje tras mensaje para animarme a venir y unirme a él [...] No iré a la isla de Elba por el momento y no iré nunca". María Luisa fue duramente criticada por los franceses. 

### Viena y su congreso
Mientras tanto, las potencias europeas buscan reorganizar los países sacudidos por las conquistas napoleónicas y el Congreso de Viena fue convocado el 18 de septiembre de 1814. María Luisa se mantuvo alejada de las iniciativas del Congreso y desarrolló su vida cortesana en el Palacio de Schönbrunn. Metternich defendió sus reivindicaciones sobre el Ducado de Parma, que fueron impugnadas por los Borbones, ya que el Ducado de Parma había estado, en el siglo XVIII, bajo la dominación austríaca y española, y los dos pretendientes tenían el mismo ascendiente, Isabel Farnesio, sobrina del último Duque de Parma. El 8 de marzo de 1815, María Luisa se entera de la huida de Napoleón de la isla de Elba: la ex emperatriz está angustiada por el temor de tener que regresar a Francia. En la última de las tres cartas escritas a Metternich, declara que se pone bajo la protección de su padre, Francisco II.
Los poderes del Congreso declararon inmediatamente la guerra a Napoleón y María Luisa esperaba su derrota. Su marido le escribió diciéndole que la esperaba en abril y lo pidió a Francisco II en ese sentido, pero ni el Emperador ni su hija estaban dispuestos a aceptar. Por su parte, María Luisa estaba ahora convencida de su futuro en Parma con Neipperg, que era enviado a luchar en Italia, y escribió a su padre: "Me sería muy útil por el desarrollo de mi casa y también porque confío en él y porque me gustaría tener (en Parma) a alguien de aquí, dado que no quiero hacer nuevas amistades".
El 31 de mayo de 1815, María luisa se tranquiliza con el pacto entre Austria, Prusia y Rusia: las tres grandes potencias reconocen el ducado de Parma a María Luisa y a su hijo, una vez terminada la guerra, obtiene también el reconocimiento de Inglaterra, Francia y España. Menos de un mes después, el 18 de junio de 1815 Napoleón fue definitivamente derrotado en la Batalla de Waterloo. El 15 de agosto de 1815, mientras Napoleón se dirigía a la Isla Santa Elena , María Luisa escribió a su padre: "Espero que sea tratado con bondad y clemencia, y le ruego, querido padre, que se asegure de que así sea. Es lo único que me atrevo a pedir por él y es la última vez que me tomo en serio su destino, porque le debo mi gratitud por la tranquila despreocupación en la que me dejó vivir en lugar de hacerme infeliz". Napoleón llega a Santa Elena el 17 de octubre. El 12 de diciembre, María Luisa celebra su vigésimo cuarto cuimpleaños y la ex emperatriz se reúne con su amante Neipperg.
Cuando se reanudó el Congreso, Inglaterra, España y Francia se negaron a conceder Parma a María Luisa y a su hijo, ya que era visto un símbolo del renacimiento del bonapartismo. El niño, de hecho, no representa mucho peligro, ya que recibe una educación como la de un archiduque austríaco e incluso se le llama Franz.
Posteriormente, los ducados fueron concedidos a María Luisa de forma vitalicia, pero no se le permitió llevarse a su hijo, que no heredaría el ducado, que volvió al heredero de la Casa de Borbón-Parma  tras la muerte de María Luisa. Fue privada de la dignidad imperial, aunque continuó ostentando el título, recibió el tÍtulo de "Su Majestad la Archiduquesa María Luisa de Austria, Duquesa de Parma, Piacenza y Guastalla". Su hijo, cuyo futuro todavía es incierto, se convierte en Su "Alteza Serenísima el Príncipe de Parma".

### El reinado

#### La situación del Ducado de Parma
Después de la conquista napoleónica, el Ducado de Parma fue anexado a Francia y pasó a ser el departamento de Taro. El 13 de febrero de 1814, Parma está ocupada por las tropas del general austríaco Laval Nugent von Westmeath. Por orden de Metternich, creó un gobierno provisional compuesto por los marqueses Cesare Ventura, el conde Filippo Magawly-Cerati y el marqués Casimiro Meli Lupi di Soragna, mientras que el mariscal Heinrich von Bellegarde tomó posesión del ducado en nombre del Emperador. El 27 de julio de 1814, la regencia fue revocada y Magawly fue nombrado primer ministro. El 6 de agosto de 1814 Magawly estableció un nuevo sistema administrativo dividiendo el ducado en dos distritos, Parma y Guastalla por un lado y Piacenza por el otro. Cada distrito tiene un gobernador y un consejo, el gobernador de Parma es Vincenzo Mistrali. Los dos distritos están bajo la autoridad de un ministro que depende directamente de María Luisa y que tiene a su lado un Consejo de Estado.
Para velar por los intereses de su hijo, María Luisa permanece presente en Viena y el 31 de marzo de 1815 invita a sus súbditos a rendir obediencia al emperador Francisco, mandato que él revoca el 7 de marzo de 1816 cuando decide unirse a Parma.

### Duquesa de Parma, Piacenza y Guastalla
La nueva duquesa parte hacia Italia el 7 de marzo de 1816. Su amado y hombre de confianza, Adam Albert von Neipperg, está a su lado. El Ducado cuenta con apoyo. El Reino lombardo-véneto se gobierna directamente desde Viena; el Gran Ducado de Toscana, por Fernando III de Toscana, uno de sus tíos más queridos; el Ducado de Módena reina Francisco IV de Módena, hermano de la emperatriz María Luisa de Austria-Este, quien acaba de fallecer. Su abuelo Fernando I de las Dos Sicilias reina en el trono de Nápoles.
Antes de tomar posesión de su nuevo ducado, la ex emperatriz de los franceses quiso italianizar su nombre. Tras el nombre alemán Marie Luise y el francés Marie-Louise, tomó el nombre de Maria-Luigia, que hizo público por decreto el 29 de febrero de 1816. La entrada oficial en el ducado tiene lugar el 18 de abril. Poco después, escribió a su padre: "La gente me recibió con tal entusiasmo que se me saltaron las lágrimas". Su primer destino es el Palacio Ducal de Colorno, su futura residencia de verano. Al día siguiente partió hacia Parma.
María Luisa no estaba realmente involucrada en la política, era Neipperg, su primer Mayordomo y ministro de Asuntos Exteriores, quien gobernaba el ducado, obedeciendo las directivas de Metternich. El 27 de diciembre de 1816, María Luisa suprime el puesto de primer ministro y Magawly se ve obligado a dimitir y el 1 de marzo de 1817, Neipperg fue nombrado gobernador del Ducado. La Duquesa se contentó con las funciones representativas que ya había desempeñado en el pasado, se convirtió en la benefactora de su Estado y la protectora de las artes y la cultura. María Luisa sólo desea "poder pasar su vida aquí en la mayor tranquilidad". La pobreza en Parma es grande y las condiciones higiénicas muy malas. El gobierno ducal se preocupó en primer lugar de mejorar el equilibrio del Estado. Parma, que se convierte en residencia y sede de la administración del Estado, tiene privilegios respecto a Piacenza.
En febrero de 1817, las primeras aspiraciones liberales comenzaron a surgir a través de las asociaciones de Los Sublimes Maestros (una sociedad secreta creada por Filippo Buonarroti) y los Carbonarios, que intentaron organizar una insurrección. María Luisa se vio obligada, bajo presión de Viena, a crear una comisión compuesta por civiles y militares que juzgaría a los carbonarios con "justicia y clemencia". Las únicas dos personas condenadas a muerte tuvieron sus penas conmutadas por trabajos forzados.   
El 1 de mayo de 1817, aunque los médicos franceses habían declarado que ya no podía tener hijos, dio a luz a Albertina de Montenuovo, a quien le dieron el título de condesa de Montenuovo (italianización de Neuberg, una forma cercana a Neipperg). El 8 de agosto de 1819 nace un hijo, Guillermo Alberto de Montenuovo (Guglielmo Alberto o Wilhelm Albrecht, según con quién hable). En 1822 y 1823, María Luisa dio a luz dos hijos más, Matilde y Gustavo, quienes murieron casi inmediatamente.
María Luisa no puede reconocer a sus hijos ilegítimos, quienes por tanto no pueden vivir en palacio. Esta situación la hace sufrir, pues su existencia es conocida en Parma y en Viena, donde su padre acaba de casarse por cuarta vez con Carolina Augusta de Baviera.
En cuanto a su primer hijo en Viena, no pudo suceder a su madre en el trono de Parma, que había caído en manos de los Borbones tras la muerte de la duquesa. María Luisa escribió a su padre: "Es mi deber como madre y mi firme voluntad ver que se hagan los arreglos futuros para mi hijo mientras aún estoy viva", y pidió los territorios palatino-bávaros de Bohemia perteneciente a su tío Fernando III de Toscana. Finalmente, el niño recibió como compensación los territorios y el título de Su Alteza Serenísima Duque de Reichstadt.
Para obtener las patentes imperiales que establecía los títulos y rango de su hijo, María Luisa viajó a Viena. Permaneció allí desde el 2 de julio hasta el 1 de septiembre de 1818 y es una alegría para ella abrazar a su hijo mayor a quien su abuelo ama sinceramente, y es un dolor tener que dejarlo nuevamente. Lo volvió a ver dos años después, en 1823 luego en 1826, 1828, 1830 y, finalmente, en 1832, en su lecho de muerte.

### La muerte de Napoleón y su segundo matrimonio
El 5 de mayo de 1821, Napoleón muere. Nadie advirtió a la ex emperatriz, quien sólo fue informada el 19 de julio seguido de un artículo de la Gazzetta del Piemonte. Se lo confía a su amiga Victoire, a quien le escribe: "Estoy sumida en una gran incertidumbre. La Gazzetta del Piemonte ha anunciado con tanta certeza la muerte del emperador Napoleón que es casi imposible dudarlo. Les confieso que me conmovió profundamente, porque, aunque nunca he sentido gran afecto por él, no puedo olvidar que es el padre de mi hijo y que, lejos de maltratarme como se cree, siempre me ha mostrado la mayor consideración, lo único que se puede desear en un matrimonio político. Por lo tanto, estoy muy preocupada, y aunque deberíamos alegrarnos de que terminara su infeliz existencia de una manera tan cristiana, le habría deseado muchos años de felicidad y vida, siempre que estuviera lejos de mí. Ante la incertidumbre de la verdad, me he instalado en la Sala, sin querer ir al teatro hasta que se sepa algo con certeza".
Unos días después, el 24 de julio María Luisa escribe a su hijo de 10 años:  
"Estoy segura de que sentirás este dolor profundamente, como lo siento yo misma, porque serías desagradecido si olvidaras toda la bondad que tuvo para contigo en tu primera infancia, también estoy segura de que tratarás de imitar sus virtudes, evitando al mismo tiempo las trampas que finalmente lo arruinaron".
Al quedar viuda, María Luisa puede legalizar su relación con Adam Albert von Neipperg, con quien se casa el 1 de julio de 1821 por un Matrimonio morganático, siendo el rango de su marido inferior al de ella. Los hijos de María Luisa se instalaron entonces en un anexo del palacio ducal, acompañados por su institutriz y su tutor. En Parma, María Luisa reprodujo el ambiente burgués y Biedermeier de su infancia en Viena. 
Ocho años después de su matrimonio, el 22 de febrero de 1829, Neipperg murió de problemas cardíacos. María Luisa quedó profundamente afectada por su muerte, pero Viena le prohibió llorarlo públicamente. El testamento de Neipperg habla claramente del matrimonio y de los hijos que la duquesa hubiera deseado adoptar. Viena reconoce oficialmente su existencia mediante una confesión escrita establecida por María Luisa el 17 de marzo de 1829, incluido en las "Actas Secretas" de los archivos de Estado. Sin embargo, no se le permite reconocer ni adoptar a sus hijos. El emperador Francisco II revela al duque de Reichstadt que Neipperg, el hombre que venía a visitarlo de vez en cuando y a quien respetaba, era su suegro. Cuando más tarde se enteró de que tenía dos medio hermanos, el príncipe dijo, según se dice, que tenía una madre "buena pero débil". El hijo adolescente de Napoléon, al enterarse en esta ocasión del nuevo matrimonio de su madre, suspendió toda correspondencia con ella. 
Neipperg fue reemplazado por el barón Joseph von Werklein, que había estado en Parma desde 1820. Aplica una política rígida, atacando a los intelectuales. El descontento va en aumento, al igual que los fermentos liberales. 

## Descendencia
María Luisa de Austria y Adam Albert von Neipperg tuvieron cuatro hijos apellidados Montenuovo: 
• Albertina de Montenuovo (1817-1867), casada con Luigi Santivale, Conde de Fontanellato.  
• Guillermo Alberto de Montenuovo, Conde de Montenuovo, luego creado Príncipe de Montenuovo (1819-1895), se casó con la Condesa Juliana von Németújvar.  
•  Matilde en 1822. 
• Gustavo en 1823. 

### Los movimientos revolucionarios de 1831
La Revolución de 1830, derrocó a los Borbones, quienes fueron restaurados al trono de Francia. Desde allí, la rebelión se extendió al resto de Europa y, en 1831, también hubo disturbios en los ducados de Módena y Parma, cuyos liberales recibían órdenes del Comitato italiano di Parigi (Comité Italiano de París). María Luisa siempre mantuvo una actitud indulgente hacia los Carbonarios, a diferencia de su padre y de su primo Francisco IV de Módena, ambos reaccionarios. Sin embargo, era Viena la que gobernaba Parma, a través de Werklein, y no la duquesa reinante.
El 4 de febrero de 1831, Bolonia, que pertenecía al Estados Pontificios, se levantó y pocos días después, los parmesanos se manifestaron frente al palacio ducal gritando: "Constitución y muerte a Werklein". El objeto de las protestas no es la Duquesa y, el 12 de febrero, María Luisa escribió a su padre: "Entre las 6 y 7 de la tarde, un ruido terrible comenzó en la plaza principal, que se extendió a todas las calles que conducen al Palacio donde, junto a los gritos de aclamación dirigidos a mí, oímos palabras viles contra Werklein y las autoridades". Se despliegan los cañones, pero una delegación de notables pide a la Duquesa que no dispare contra el pueblo. María Luisa, que no quiere recurrir a la violencia pero no sabe cómo actuar, decide abandonar la ciudad. Sin embargo, los parmesanos se lo impidieron y vieron en ella la garantía de la aceptación de sus reivindicaciones.
Entre el 14 y el 15 de febrero, logró salir de Parma escoltada por los granaderos ducales y la recién formada Guardia Nacional. En Parma, al mismo tiempo, se constituyó un  gobierno provisional, confiado al conde Filippo Luigi Linati. Desde Piacenza, donde había una gran guarnición austriaca, María Luisa escribió a su padre para buscar otro puesto para Werklein "que podría no ser de ninguna utilidad, pero podría ser bastante perjudicial". El emperador austríaco envió entonces tropas y el 2 de marzo, en Fiorenzuola d'Arda, fracasó el primer y último intento de rebelión.
El 8 de agosto la duquesa regresa a la capital. Los parmesanos están descontentos no tanto por el regreso de María Luisa como por la presencia de tropas austríacas en la ciudad. Para evitar más disturbios, María Luisa decide no condenar a los líderes rebeldes y, el 29 de septiembre de 1831, proclama la amnistía.

### La muerte de su hijo y el tercer matrimonio
El duque de  Reichstadt recibió una educación al estilo de los Habsburgo y siguió una carrera militar, convirtiéndose en oficial en 1828. Sin embargo, su salud era frágil, debido principalmente a su crecimiento, que hizo que se convirtiera en un niño delgado y alto, de casi seis pies y tres pulgadas de alto. El desafortunado destino de un hijo de un emperador depuesto y su delicada y melancólica belleza le valieron simpatía y compasión, especialmente de su tía política Sofía de Baviera, infelizmente casada con el archiduque Francisco Carlos de Austria, admirador del emperador de los franceses que había hecho de su Baviera natal un reino.
A la edad de veinte años, el duque de Reichstadt enfermó de tuberculosis, que lo consumió hasta su muerte. Su salud, desde junio de 1832, se deteriora considerablemente. A María Luisa no se la mantuvo informada de la salud de su hijo, porque Viena la quería en Parma debido a la delicada situación política. En cuanto llegaron noticias más graves de Viena, María Luisa no dudó en partir a pesar de la fiebre y la tos, pero perdió tiempo en Trieste porque el emperador llegó tarde. El 24 de junio, finalmente ve a su hijo. Murió el 22 de julio de 1832, llamando a su madre que está a su lado. Su muerte fue lamentada con gran consternación por su madre, su abuelo y toda la corte austríaca.
En Parma, tras la partida de Joseph von Werklein, Metternich envió al ministro Wenzel Philipp von Mareschall para reemplazarlo. El nuevo ministro se apresuró a criticar a la duquesa de cuarenta años, que protegía a sus súbditos y se negaba a adoptar un régimen represivo. Afirma que la duquesa también actúa con demasiada libertad en su vida privada. María Luisa había amado verdaderamente a Neipperg. Después de su muerte, la duquesa se consoló al rodearse de numerosos amantes. Von Mareschall, juzgando ingobernable el ducado, pidió su sustitución, lo que produjo, a finales de 1832 un  gran alivio para los parmesanos. Su cargo fue confiado a un Gentilhombre de Lorena, el conde Charles René de Bombelles, hombre recto, austero y piadoso.
Seis meses después de su llegada, el 17 de febrero de 1834, María Luisa y Bombelles contraen un matrimonio morganático secreto. Este nuevo matrimonio de dos personas que se acercan a la vejez no está dictado por el amor sino por la conveniencia de tener un marido que es el primer hombre del Estado.
El 2 de marzo de 1835 muere su padre Francisco II. María Luisa escribió a su amiga Victoire: "He perdido a la persona que en las circunstancias más difíciles de mi vida fue un padre, un amigo y un consejero".
Con el nuevo emperador, su hermano Fernando I de Austria un ser bueno pero limitado, María Luisa tuvo relaciones puramente formales.

### Años posteriores y muerte
En 1839, María Luisa decía que su felicidad reside "en el consuelo que mis valientes hijos pueden darme y en el esfuerzo de conformarme, tanto como mis débiles fuerzas lo permiten, a los deberes que Dios me impone". El resto de su vida transcurrió relativamente tranquila: María Luisa estuvo rodeada del afecto de sus seres queridos, de un marido que la respetaba y de unos hijos que la amaban. Albertina se casó con Luigi Sanvitale, conde de Fontanellato, y tuvieron cuatro hijos. Guillermo se casó con la condesa Juliana Batthyány Strattman y tuvieron tres hijos después de la muerte de la duquesa.
La gentrificación económica y social que tuvo lugar bajo el gobierno de María Luisa empezó a dar frutos poco antes de las revoluciones de 1848. Debido a estas posiciones liberales, la elección de Pío IX suscitó manifestaciones de entusiasmo, incluso en Parma, mientras que la presencia austriaca era cada vez más cuestionada. Incluso la duquesa, aunque querida durante sus treinta años de gobierno, se siente tratada con más frialdad que antes. En junio estallaron disturbios que fueron firmemente reprimidos por Bombelles. El 9 de diciembre de 1847 María Luisa, prematuramente envejecida, se queja de violentos dolores en el pecho, aunque empeoran por la noche y se acompañan de escalofríos y fiebre. A pesar de todo, la Duquesa presidió el Consejo y luego se retiró diciendo en italiano: "Adiós, amigos míos". El 12 de diciembre, en su quincuagésimo sexto cumpleaños, parecía estar recuperándose, pero su condición empeoró nuevamente. Toda la ciudad está consternada y frente al palacio se reúne una gran multitud. Pide la extremaunción y los últimos sacramentos y luego lee su testamento: nombra a su primo, el archiduque Leopoldo Luis de Austria (hijo de su tío Raniero José de Austria, virrey de Lombardia-Venecia), como legatario universal. Su marido, su hija y su yerno están a su alrededor, su hijo está ausente, sirve como oficial en una guarnición austriaca. Sus dos hijos ilegítimos, incapaces de heredar, recibieron cada uno 300.000 florines y objetos personales.
El día de su muerte estaba perfectamente lúcida; alrededor del mediodía, el 17 de diciembre de 1847, luego de vomitar varias veces se queda dormida plácidamente para no despertarse. A las cinco en punto murió. Su médico, Fritsch, indicó que la causa de la muerte fue una Pleuresia reumatoide. El cuerpo fue embalsamado por el doctor Giuseppe Rossi, el hombre que treinta años antes había criado a sus dos hijos. En vísperas de Navidad se celebra el funeral. El mariscal de campo Joseph Radetzky, comandantes de las tropas austriacas en Italia, envió un escuadrón de húsares austriacos a Parma como guardia de honor.
Acompañada de estos soldados, la ex emperatriz de los franceses y duquesa de Parma emprende su último viaje a Viena. La duquesa fue colocada en la Cripta Imperial de Viena. De sus hermanos, sólo sobrevivieron María Clementina de Austria, princesa de Salerno, Fernando I de Austria, Francisco Carlos de Austria, archiduque de Austria, y María Ana de Austria, archiduquesa de Austria.
El título de duque de Parma y Piacenza corresponde al príncipe Carlos II de Parma , nieto del último Borbón, Fernando I de Parma reinante antes de María Luisa, y el de duque de Guastalla corresponde al duque Francisco V de Módena.

## Su obra
En Parma, desde el principio, María Luisa reinó como una soberana ilustrada. María Luisa dedica un interés particular a las condiciones de las mujeres y en septiembre de 1817, inauguró la Maternidad y una escuela técnico-práctica de obstetricia donde se formaron ocho niñas durante dieciocho meses. Piensa también en los enfermos mentales, a los que traslada a un ambiente espacioso y confortable, llamado Ospizio dei Pazzerelli. Se interesa, por ejemplo, por la prevención y la lucha contra las epidemias, en particular a través de normas que sirven para combatir una epidemia de Tifus en marzo de 1817. Ya en 1831, tomó medidas para una posible epidemia de Cólera y cuando llegó, en junio de 1836, ella lo afronta con valentía. María Luisa visita a los enfermos para consolarlos y se arrodilla junto a los que, por falta de cama, están en el suelo. Para ayudar a la ciudad, fundió una preciosa mesita ofrecida por la ciudad de París para su boda con Napoleón y recibió 125.000 francos por ella. La epidemia fue erradicada en septiembre del mismo año, con un total de 438 muertes. María Luisa es muy querida por los parmesanos, que la llaman "la buena duquesa".

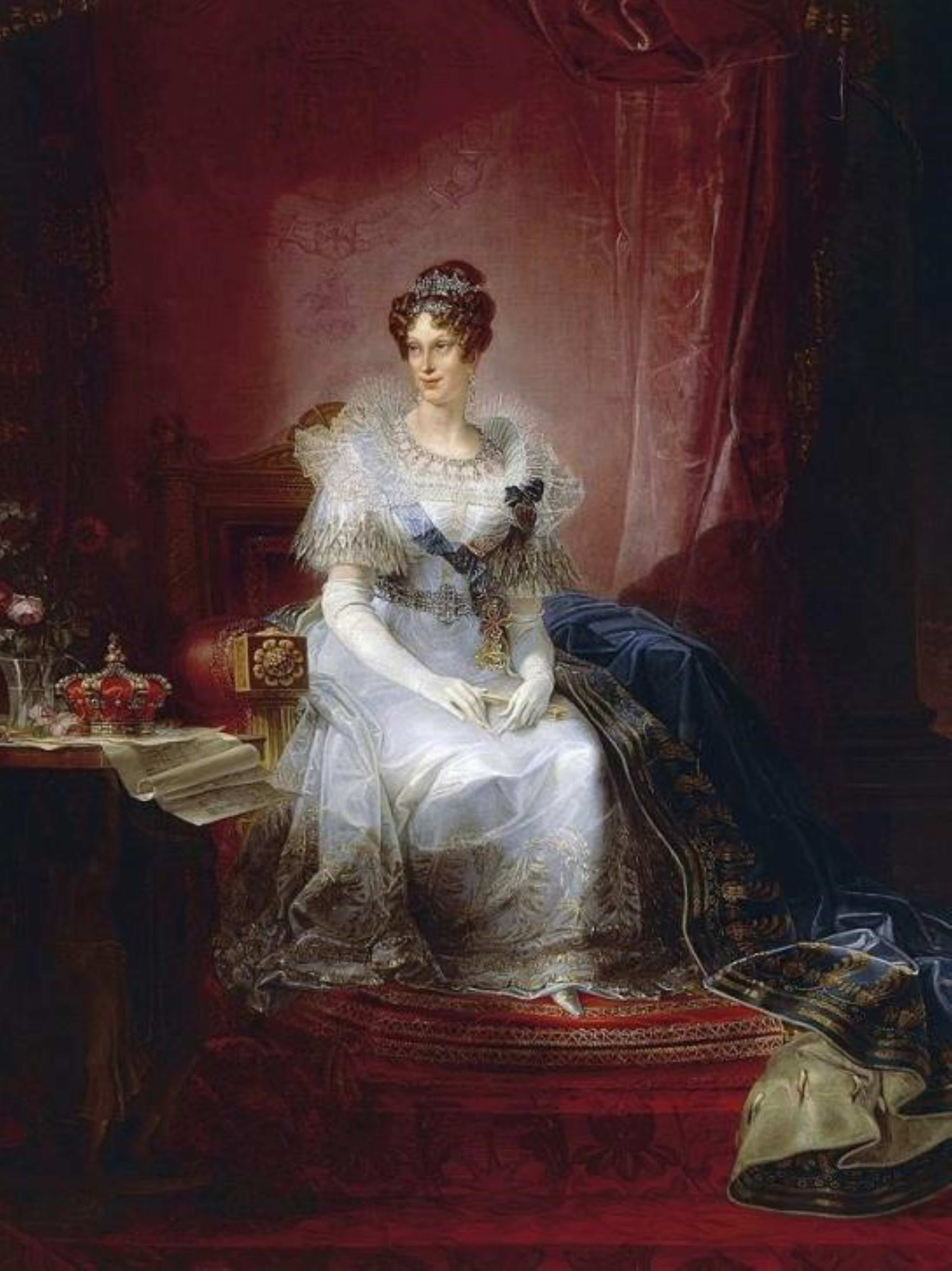
María Luisa como Duquesa de Parma. "La buena duquesa", por Giovan Battista Borghesi en 1839.

La primera obra arquitectónica realizada bajo el reinado de María Luisa fue la construcción del puente sobre el Río Taro diseñado por el ingeniero Antonio Cocconcelli, que empleó a 300 trabajadores. Las obras comenzaron en 1816 y duraron tres años, no sin largas suspensiones debido a las crecidas del río. La inauguración tendrá lugar el 10 de octubre de 1819, en presencia de la duquesa que, en esta ocasión, hizo sortear veinticuatro "muchachas casaderas", a las que dio una dote de 250 nuevas liras de Parma. Relanza el proyecto napoleónico de una carretera para cruzar los Apeninos. Completó la construcción del cementerio de Villeta.  
Para satisfacer las exigencias de higiene, hizo construir un edificio en Ghiaia les Beccherie, que albergaba las carnicerías. A él, así como al arquitecto de la corte Nicola Bettoli, se le debe el trazado Neoclásico de su capital. Tras la renovación del Teatro Farnece, María Luisa, amante de la música, hizo construir el nuevo Teatro Ducal, actual Teatro Regio (Parma), cuya construcción se inició en 1821 y se terminó en 1829, con un coste astronómico de 1.190.664 liras. Se inaugura el 13 de mayo de 1829 Zaira, una nueva obra de Vincenzo Bellini. La cortina está pintada por Giovan Battista Borguesi con una alegoría que representa la corte ducal, donde María Luisa está representada en la figura central como Minerva. La Duquesa impone precios bajos para abrir el teatro a los menos pudientes.También en 1821, María Luisa creó también el Conservatorio de Parma, donde más tarde estudiaría el gran director de orquesta Arturo Toscanini. El compositor, símbolo de la Unificación italiana, Giuseppe Verdi, a quien María Luisa había becado, le dedicó una de sus primeras obras, I Lombardi alla prima crociata (1843).
María Luisa restauró el Palacio Ducal de Parma y el Casino dei Boschi, en Sala Baganza, ciudad de la provincia de Parma, que asumió un aspecto neoclásico y se completó con un Casinetto destinado a las representaciones teatrales de la corte, los jardines se transformaron en Jardín inglés. En el Palazzo della Pilotta hizo instalar una biblioteca, un museo arqueológico y una pinacoteca. Entre las numerosas obras, también se encuentra la estatua de la Duquesa representada en Concorde, de Antonio Canova. En 1833 se hizo crear una sala para el Archivo de Estado y en 1834 se terminó la ampliación de la biblioteca. El soberano hizo fusionar el colegio de Lalatta y el de los Nobles en una única institución, el Colegio María Luisa, que todavía existe y que fue confiado a los Padres Barnabitas (Orden de los Barnabitas). Fundó la Escuela de la Compañía de Hijos de Tropa destinada a los hijos de oficiales y suboficiales.
Gracias a su acción gubernamental, el pueblo la apodó rápidamente María Luisa la "buena duquesa". 

## La Emperatriz en la cultura popular

### El Museo Glauco Lombardi
En Parma hay un museo dedicado a la memoria de la Duquesa de Parma y Piacenza. El museo fue creado en 1912 por Glauco Lombardi (1881-1970), el mayor coleccionista de objetos de María Luisa. Está situado en lo que una vez se llamó el Palazzo di Riserva, que está justo enfrente del Palacio Ducal destruido por los bombardeos durante la Segunda Guerra Mundial . El museo incluye, entre otras cosas, el vestido azul de la duquesa y un fragmento de su vestido imperial de plata, una pulsera con una miniatura de Neipperg, los objetos que utilizaba en su escritorio, los pinceles y colores que utilizaba para pintar, sus acuarelas, objetos de costura y bordado, su piano y mechones de su cabello y el de sus hijos.

### Teatro, cine y televisión, la interpretación de Marie-Louise
•  Corazones del Primer Imperio (1913), protagonizada por Edith Storey.
•  Volvamos a subir a los Campos Elíseos (1938) de Sacha Guitry interpretada por Madeleine Foujane.
•  Napoleón (1955) de Sacha Guitry interpretada por Maria Schell, en la República Federal de Alemania, Die schone Lugnerin.
•  La Bella y el Emperador (1959) de Axel von Ambesser interpretada por Véra Valmont.
•  Napoleón II, el aguilucho (1961) de Claude Boissol interpretada por Marianne Koch.
•  Napoleón y el amor (1974), serie de televisión, protagonizada por Susan Wooldridge.
• Napoleón (2002), serie de televisión de Yves Simoneau interpretada por Mavie Horbiger.
•  Madame Sans-Géne (2002), de Philippe de Broca interpretada por Julie Delarme.
• L´Aiglon (2011), una obra de Edmond Rostand, interpretada por Kathie Kriegel y dirigida por Marion Bierry.

### Nombres de calles
Varias localidades del antiguo Ducado de Parma rindieron homenaje a María Luisa poniendo su nombre a una calle, como Parma, Varano de' Melegari, Salsomaggiore Terme, Colorno, Sala Baganza, Fidenza.

### Establecimiento escolar
Parma tiene una escuela secundaria Convitto nazionale Maria-Luigia que lleva su nombre.

## Joyas
El Museo del Louvre trabaja desde hace varios años para intentar reunir las Joyas de la Corona de Francia (vendidas por el Estado, del 12 al 23 de mayo de 1887), con la ayuda de la Sociedad de amigos del Louvre, y se exponen allí:
• Desde 1973, el par de brazaletes de la Duquesa de Angulema, María Teresa de Francia (comprados por 42.000 francos por Charles Tiffany, en la subasta de 1887), fue legado al Louvre por un gran coleccionista, Claude Menier.
• En 2001, el conjunto de oro y mosaico romano, realizado en 1810, para la emperatriz María Luisa, por el joyero Francois-Régnault Nitot, (joyero del emperador Napoleón Bonaparte), conjunto adquirido por 6.200 francos, en la venta de 1887. La Sociedad de Amigos del Louvre pudo comprarlo en subasta pública para el Louvre.
• En 2004, un conjunto compuesto por un collar y unos pendientes (collar: 32 esmeraldas y 1.138 diamantes, montados en oro y plata), (pendientes: 6 esmeraldas y 108 diamantes, montados en oro y plata), procedente de un conjunto ofrecido por el emperador Napoleón a la emperatriz María Luisa, con motivo de su matrimonio en 1810, y realizado por los joyeros Christophe-Frédéric Bapst y Jacques-Evrard Bapst, pudo adquirirse, gracias a la participación del Fondo del Patrimonio y de la Sociedad de Amigos del Louvre, por un importe de 3,7 millones de euros.

### Joyas de la emperatriz María Luisa

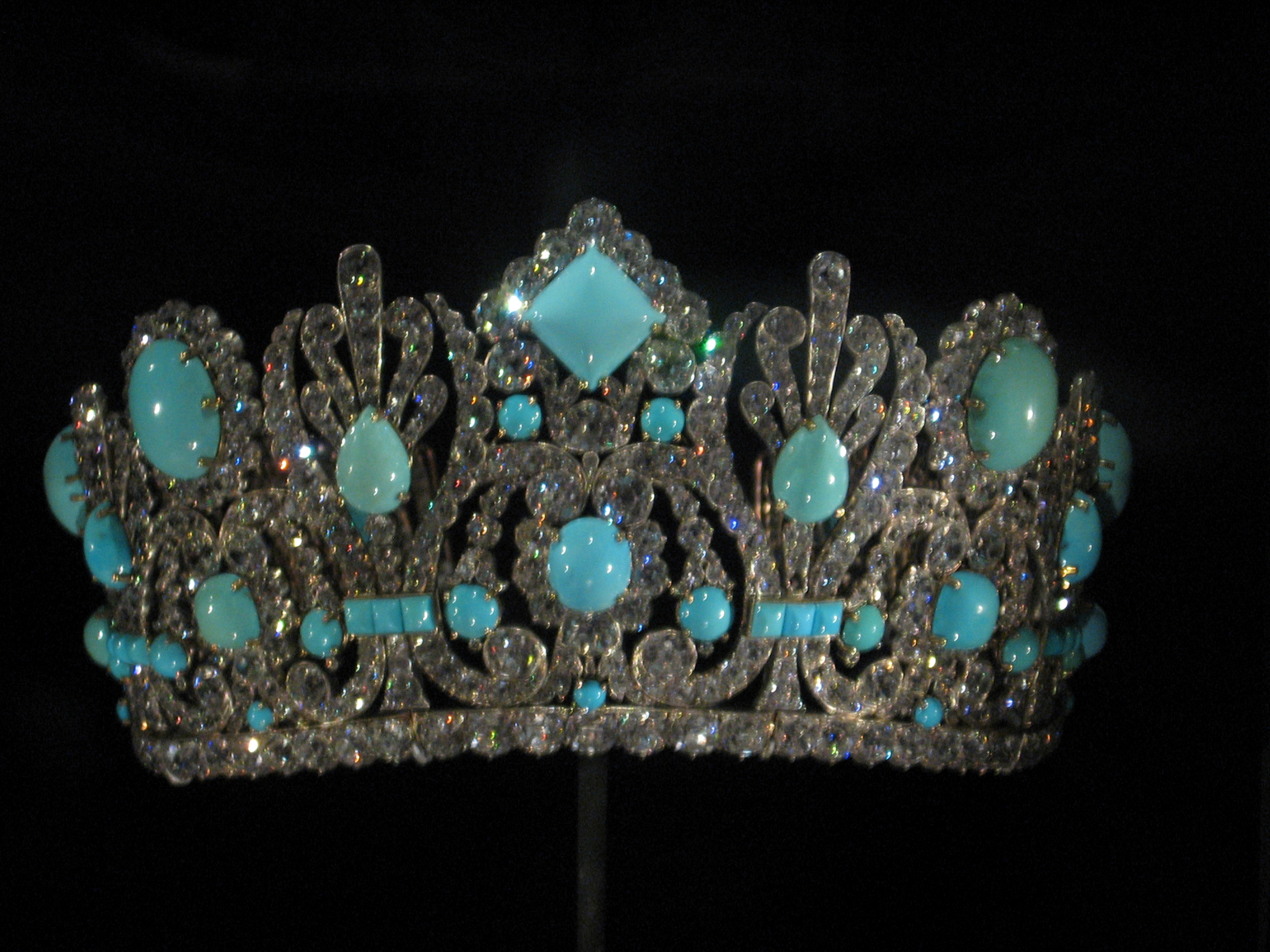
Diadema (1810), de François-Régnault Nitot, Museo Nacional, Instituto Smithsoniano, Washington.

En 1953, la Tiara de la emperatriz María Luisa (79 esmeraldas colombianas y 970 diamantes), realizada en 1810 por el joyero François-Régnault Nitot, fue comprada por el joyero Van Cleef & Arpels. Se conservaron los diamantes, pero se retiraron las 79 esmeraldas originales y se reemplazaron por Gema turquesa persas de tamaños y formas coincidentes. La tiara modificada (540 quilates de turquesa y 700 quilates, por 1000 diamantes) fue luego vendida a la señora Marjorie Merriweather Post (una rica heredera estadounidense), quien la donó en 1971 al Museo Nacional de Historia Natural de Washington, administrado por el Institución Smithsonian. La tiara actualmente se encuentra en el Museo Nacional de Historia Natural de los Estados Unidos en Washington D. C.
El conjunto original, entregado por el joyero, un mes antes de la boda de Napoleón y María Luisa, el 2 de abril de 1810, una tiara, un collar, un par de pendientes, un peine, en diamantes y esmeraldas. Las esmeraldas que habían sido extraídas de la diadema imperial, entre mayo de 1954 y junio de 1956, fueron reutilizados por el joyero, para la creación de joyas modernas, precisando el origen napoleónico de las esmeraldas. En 1967, el joyero utilizó dos de estas esmeraldas, en dos piezas únicas, un broche y un anillo, para un cliente en Texas. El broche recordaba a un ramo de flores, con la esmeralda como pieza central, y con diamantes, en talla marquesa, formando los pétalos de las flores. El anillo con la segunda esmeralda como pieza central, estaba rodeado de diamantes redondos de talla brillante. Estas dos joyas fueron subastadas en Christie's en Nueva York el 19 de octubre de 1999, por un monto de 189.500 dólares. El broche, con esmeraldas y diamantes, fue revendido en una subasta en Christie´s en Nueva York el 16 de abril de 2014, por un monto de 425.000 dólares.
En 1960, la señora Marjorie Merriweather Post también adquirió el collar de diamantes de Napoleón (234 diamantes) del joyero Harry Winston. El collar, realizado por el joyero Marie-Étienne Nitot, fue regalado por Napoleón a María Luisa para celebrar el nacimiento de su hijo, Napoleón II Bonaparte, en 1811.La señora Marjorie, donó esta pieza histórica en 1962 al Museo Nacional de Historia Natural en Washington. El collar se exhibe hoy en el Museo de Geología, Gemas y Minerales Janet Annenberg Hooker en Washington.
La Perla Regente (o Perla Napoleón) fue comprada en 1811 por Napoleón al joyero Francois Regnault-Nitot para regalarla a su nueva esposa, María Luisa. La perla se venderá en mayo de 1887, a Peter Carl Fabergé, (Joyero de la Corona de Rusia). Se la vendió al, príncipe Nicolás Borisovich Yusupov, donde, con la Revolución rusa, el rastro de la perla se perdió en el torbellino de la historia durante más de medio siglo. Reaparecerá, durante una subasta, el 12 de mayo de 1988, en Christie's, en Ginebra, y luego en una nueva subasta en 2005, donde se venderá por un importe de 2,5 millones de dólares.

## Obras
• Inocencia, 1814, óleo sobre lienzo, en depósito en el Museo de Bellas Artes de Besancon en Gray (Alto Saona) del Musée Baron-Martin.   

## Títulos, tratamientos y órdenes

### Títulos
- 12 de diciembre de 1791 - 2 de abril de 1810: Su Alteza Imperial y Real la archiduquesa María Ludovica de Austria, princesa de Hungría y Bohemia
- 2 de abril de 1810 - 6 de abril de 1814: Su Majestad Imperial y Real la emperatriz de los Franceses, reina de Italia
- 2 de abril de 1810 - 22 de junio de 1815: Su Majestad Imperial y Real la reina de Italia
- 22 de junio de 1815 - 17 de diciembre de 1847: Su Majestad Maria Luisa, Princesa Imperial y archiduquesa de Austria, Duquesa de Parma, etc...[22][23]

De conformidad con el Tratado de París (1814), María Luisa mantuvo su rango imperial, así como los títulos de princesa imperial y archiduquesa de Austria, princesa real de Hungría y Bohemia

### Órdenes

#### Ducado de Parma
- 22 de junio de 1815 - 17 de diciembre de 1847: Gran Maestre de la Sagrada Orden Militar Constantiniana de San Jorge.[22]

#### Otras
- Dama de primera clase de la Orden de la Cruz Estrellada.[24][23] ( Imperio austríaco)
- Dama gran cruz de la Orden de la Cruz del Sur.[23] ( Imperio del Brasil)
- Dama gran cruz de la Orden de San Juan de Jerusalén vulgo de Malta.[23][25] ( Orden de Malta)

## Ancestros
| \| \| \| \| \| \| \| \| \| \| \| \| \| \| \| \| \| \| \| \| 16. Leopoldo I, duque de Lorena y Bar (= 28) \| \| \| \| \| \| \| \| \| \| \| \| \| \| \| \| \| \| \| \| \| \| \| \| \| \| \| \| \| \| \| \| \| \| \| \| \| \| \| \| \| \| \| \| \| \| \| \| \| \| \| \| \| \| 8. Francisco I, emperador del Sacro Imperio Romano Germánico (= 14) \| \| \| \| \| \| \| \| \| \| \| \| \| \| \| \| \| \| \| \| \| \| \| \| \| \| \| \| \| \| \| \| \| \| \| \| \| \| \| \| \| \| \| \| \| \| \| \| \| \| \| \| \| \| 17. Princesa Isabel Carlota de Orleans (= 29) \| \| \| \| \| \| \| \| \| \| \| \| \| \| \| \| \| \| \| \| \| \| \| \| \| \| \| \| \| \| \| \| \| \| \| \| \| \| \| \| \| \| \| \| \| \| \| \| \| \| \| \| \| \| 4. Leopoldo II, emperador del Sacro Imperio Romano Germánico \| \| \| \| \| \| \| \| \| \| \| \| \| \| \| \| \| \| \| \| \| \| \| \| \| \| \| \| \| \| \| \| \| \| \| \| \| \| \| \| \| \| \| \| \| \| \| \| \| \| \| \| \| \| 18. Carlos VI, emperador del Sacro Imperio Romano Germánico (= 30) \| \| \| \| \| \| \| \| \| \| \| \| \| \| \| \| \| \| \| \| \| \| \| \| \| \| \| \| \| \| \| \| \| \| \| \| \| \| \| \| \| \| \| \| \| \| \| \| \| \| \| \| \| \| 9. María Teresa I, archiduquesa de Austria y reina de Hungría y Bohemia (= 15) \| \| \| \| \| \| \| \| \| \| \| \| \| \| \| \| \| \| \| \| \| \| \| \| \| \| \| \| \| \| \| \| \| \| \| \| \| \| \| \| \| \| \| \| \| \| \| \| \| \| \| \| \| \| 19. Duquesa Isabel Cristina de Brunswick-Wolfenbüttel (= 31) \| \| \| \| \| \| \| \| \| \| \| \| \| \| \| \| \| \| \| \| \| \| \| \| \| \| \| \| \| \| \| \| \| \| \| \| \| \| \| \| \| \| \| \| \| \| \| \| \| \| \| \| \| \| 2. Francisco II, emperador del Sacro Imperio (Francisco I, emperador de Austria) \| \| \| \| \| \| \| \| \| \| \| \| \| \| \| \| \| \| \| \| \| \| \| \| \| \| \| \| \| \| \| \| \| \| \| \| \| \| \| \| \| \| \| \| \| \| \| \| \| \| \| \| \| \| 20. Felipe V, rey de España (= 24) \| \| \| \| \| \| \| \| \| \| \| \| \| \| \| \| \| \| \| \| \| \| \| \| \| \| \| \| \| \| \| \| \| \| \| \| \| \| \| \| \| \| \| \| \| \| \| \| \| \| \| \| \| \| 10. Carlos III, rey de España (= 12) \| \| \| \| \| \| \| \| \| \| \| \| \| \| \| \| \| \| \| \| \| \| \| \| \| \| \| \| \| \| \| \| \| \| \| \| \| \| \| \| \| \| \| \| \| \| \| \| \| \| \| \| \| \| 21. Princesa Isabel de Parma (= 25) \| \| \| \| \| \| \| \| \| \| \| \| \| \| \| \| \| \| \| \| \| \| \| \| \| \| \| \| \| \| \| \| \| \| \| \| \| \| \| \| \| \| \| \| \| \| \| \| \| \| \| \| \| \| 5. Infanta María Luisa de España \| \| \| \| \| \| \| \| \| \| \| \| \| \| \| \| \| \| \| \| \| \| \| \| \| \| \| \| \| \| \| \| \| \| \| \| \| \| \| \| \| \| \| \| \| \| \| \| \| \| \| \| \| \| 22. Augusto III, rey de Polonia (= 26) \| \| \| \| \| \| \| \| \| \| \| \| \| \| \| \| \| \| \| \| \| \| \| \| \| \| \| \| \| \| \| \| \| \| \| \| \| \| \| \| \| \| \| \| \| \| \| \| \| \| \| \| \| \| 11. Princesa María Amalia de Sajonia (= 13) \| \| \| \| \| \| \| \| \| \| \| \| \| \| \| \| \| \| \| \| \| \| \| \| \| \| \| \| \| \| \| \| \| \| \| \| \| \| \| \| \| \| \| \| \| \| \| \| \| \| \| \| \| \| 23. Archiduquesa María Josefa de Austria (= 27) \| \| \| \| \| \| \| \| \| \| \| \| \| \| \| \| \| \| \| \| \| \| \| \| \| \| \| \| \| \| \| \| \| \| \| \| \| \| \| \| \| \| \| \| \| \| \| \| \| \| \| \| \| \| 1. Archiduquesa María Luisa de Austria \| \| \| \| \| \| \| \| \| \| \| \| \| \| \| \| \| \| \| \| \| \| \| \| \| \| \| \| \| \| \| \| \| \| \| \| \| \| \| \| \| \| \| \| \| \| \| \| \| \| \| \| \| \| 24. Felipe V, rey de España (= 20) \| \| \| \| \| \| \| \| \| \| \| \| \| \| \| \| \| \| \| \| \| \| \| \| \| \| \| \| \| \| \| \| \| \| \| \| \| \| \| \| \| \| \| \| \| \| \| \| \| \| \| \| \| \| 12. Carlos III, rey de España (= 10) \| \| \| \| \| \| \| \| \| \| \| \| \| \| \| \| \| \| \| \| \| \| \| \| \| \| \| \| \| \| \| \| \| \| \| \| \| \| \| \| \| \| \| \| \| \| \| \| \| \| \| \| \| \| 25. Princesa Isabel de Parma (= 21) \| \| \| \| \| \| \| \| \| \| \| \| \| \| \| \| \| \| \| \| \| \| \| \| \| \| \| \| \| \| \| \| \| \| \| \| \| \| \| \| \| \| \| \| \| \| \| \| \| \| \| \| \| \| 6. Fernando I, rey de las Dos Sicilias \| \| \| \| \| \| \| \| \| \| \| \| \| \| \| \| \| \| \| \| \| \| \| \| \| \| \| \| \| \| \| \| \| \| \| \| \| \| \| \| \| \| \| \| \| \| \| \| \| \| \| \| \| \| 26. Augusto III, rey de Polonia (= 22) \| \| \| \| \| \| \| \| \| \| \| \| \| \| \| \| \| \| \| \| \| \| \| \| \| \| \| \| \| \| \| \| \| \| \| \| \| \| \| \| \| \| \| \| \| \| \| \| \| \| \| \| \| \| 13. Princesa María Amalia de Sajonia (= 11) \| \| \| \| \| \| \| \| \| \| \| \| \| \| \| \| \| \| \| \| \| \| \| \| \| \| \| \| \| \| \| \| \| \| \| \| \| \| \| \| \| \| \| \| \| \| \| \| \| \| \| \| \| \| 27. Archiduquesa María Josefa de Austria (= 23) \| \| \| \| \| \| \| \| \| \| \| \| \| \| \| \| \| \| \| \| \| \| \| \| \| \| \| \| \| \| \| \| \| \| \| \| \| \| \| \| \| \| \| \| \| \| \| \| \| \| \| \| \| \| 3. Princesa María Teresa de las Dos Sicilias \| \| \| \| \| \| \| \| \| \| \| \| \| \| \| \| \| \| \| \| \| \| \| \| \| \| \| \| \| \| \| \| \| \| \| \| \| \| \| \| \| \| \| \| \| \| \| \| \| \| \| \| \| \| 28. Leopoldo I, duque de Lorena y Bar (= 16) \| \| \| \| \| \| \| \| \| \| \| \| \| \| \| \| \| \| \| \| \| \| \| \| \| \| \| \| \| \| \| \| \| \| \| \| \| \| \| \| \| \| \| \| \| \| \| \| \| \| \| \| \| \| 14. Francisco I, emperador del Sacro Imperio Romano Germánico (= 8) \| \| \| \| \| \| \| \| \| \| \| \| \| \| \| \| \| \| \| \| \| \| \| \| \| \| \| \| \| \| \| \| \| \| \| \| \| \| \| \| \| \| \| \| \| \| \| \| \| \| \| \| \| \| 29. Princesa Isabel Carlota de Orleans (= 17) \| \| \| \| \| \| \| \| \| \| \| \| \| \| \| \| \| \| \| \| \| \| \| \| \| \| \| \| \| \| \| \| \| \| \| \| \| \| \| \| \| \| \| \| \| \| \| \| \| \| \| \| \| \| 7. Archiduquesa María Carolina de Austria \| \| \| \| \| \| \| \| \| \| \| \| \| \| \| \| \| \| \| \| \| \| \| \| \| \| \| \| \| \| \| \| \| \| \| \| \| \| \| \| \| \| \| \| \| \| \| \| \| \| \| \| \| \| 30. Carlos VI, emperador del Sacro Imperio Romano Germánico (= 18) \| \| \| \| \| \| \| \| \| \| \| \| \| \| \| \| \| \| \| \| \| \| \| \| \| \| \| \| \| \| \| \| \| \| \| \| \| \| \| \| \| \| \| \| \| \| \| \| \| \| \| \| \| \| 15. María Teresa I, archiduquesa de Austria y reina de Hungría y Bohemia (= 9) \| \| \| \| \| \| \| \| \| \| \| \| \| \| \| \| \| \| \| \| \| \| \| \| \| \| \| \| \| \| \| \| \| \| \| \| \| \| \| \| \| \| \| \| \| \| \| \| \| \| \| \| \| \| 31. Duquesa Isabel Cristina de Brunswick-Wolfenbüttel (= 19) \| \| \| \| \| \| \| \| \| \| \| \| \| \| \| \| \| \| \| \| \| \| \| \| \| \| \| \| \| \| \| \| \| \| \| \| \| \| \| \| \| \| \| \| \| \| \| \| \| \| \| \| |                                                                                  |  |  |  |  |  |  |  |  |  |  |  |  |  |  |  |
| |                                                                                  |  |  |  |  |  |  |  |  |  |  |  |  |  |  |  |
| | 16. Leopoldo I, duque de Lorena y Bar (= 28)                                     |  |  |  |  |  |  |  |  |  |  |  |  |  |  |  |
| |                                                                                  |  |  |  |  |  |  |  |  |  |  |  |  |  |  |  |
| |                                                                                  |  |  |  |  |  |  |  |  |  |  |  |  |  |  |  |
| | 8. Francisco I, emperador del Sacro Imperio Romano Germánico (= 14)              |  |  |  |  |  |  |  |  |  |  |  |  |  |  |  |
| |                                                                                  |  |  |  |  |  |  |  |  |  |  |  |  |  |  |  |
| |                                                                                  |  |  |  |  |  |  |  |  |  |  |  |  |  |  |  |
| | 17. Princesa Isabel Carlota de Orleans (= 29)                                    |  |  |  |  |  |  |  |  |  |  |  |  |  |  |  |
| |                                                                                  |  |  |  |  |  |  |  |  |  |  |  |  |  |  |  |
| |                                                                                  |  |  |  |  |  |  |  |  |  |  |  |  |  |  |  |
| | 4. Leopoldo II, emperador del Sacro Imperio Romano Germánico                     |  |  |  |  |  |  |  |  |  |  |  |  |  |  |  |
| |                                                                                  |  |  |  |  |  |  |  |  |  |  |  |  |  |  |  |
| |                                                                                  |  |  |  |  |  |  |  |  |  |  |  |  |  |  |  |
| | 18. Carlos VI, emperador del Sacro Imperio Romano Germánico (= 30)               |  |  |  |  |  |  |  |  |  |  |  |  |  |  |  |
| |                                                                                  |  |  |  |  |  |  |  |  |  |  |  |  |  |  |  |
| |                                                                                  |  |  |  |  |  |  |  |  |  |  |  |  |  |  |  |
| | 9. María Teresa I, archiduquesa de Austria y reina de Hungría y Bohemia (= 15)   |  |  |  |  |  |  |  |  |  |  |  |  |  |  |  |
| |                                                                                  |  |  |  |  |  |  |  |  |  |  |  |  |  |  |  |
| |                                                                                  |  |  |  |  |  |  |  |  |  |  |  |  |  |  |  |
| | 19. Duquesa Isabel Cristina de Brunswick-Wolfenbüttel (= 31)                     |  |  |  |  |  |  |  |  |  |  |  |  |  |  |  |
| |                                                                                  |  |  |  |  |  |  |  |  |  |  |  |  |  |  |  |
| |                                                                                  |  |  |  |  |  |  |  |  |  |  |  |  |  |  |  |
| | 2. Francisco II, emperador del Sacro Imperio (Francisco I, emperador de Austria) |  |  |  |  |  |  |  |  |  |  |  |  |  |  |  |
| |                                                                                  |  |  |  |  |  |  |  |  |  |  |  |  |  |  |  |
| |                                                                                  |  |  |  |  |  |  |  |  |  |  |  |  |  |  |  |
| | 20. Felipe V, rey de España (= 24)                                               |  |  |  |  |  |  |  |  |  |  |  |  |  |  |  |
| |                                                                                  |  |  |  |  |  |  |  |  |  |  |  |  |  |  |  |
| |                                                                                  |  |  |  |  |  |  |  |  |  |  |  |  |  |  |  |
| | 10. Carlos III, rey de España (= 12)                                             |  |  |  |  |  |  |  |  |  |  |  |  |  |  |  |
| |                                                                                  |  |  |  |  |  |  |  |  |  |  |  |  |  |  |  |
| |                                                                                  |  |  |  |  |  |  |  |  |  |  |  |  |  |  |  |
| | 21. Princesa Isabel de Parma (= 25)                                              |  |  |  |  |  |  |  |  |  |  |  |  |  |  |  |
| |                                                                                  |  |  |  |  |  |  |  |  |  |  |  |  |  |  |  |
| |                                                                                  |  |  |  |  |  |  |  |  |  |  |  |  |  |  |  |
| | 5. Infanta María Luisa de España                                                 |  |  |  |  |  |  |  |  |  |  |  |  |  |  |  |
| |                                                                                  |  |  |  |  |  |  |  |  |  |  |  |  |  |  |  |
| |                                                                                  |  |  |  |  |  |  |  |  |  |  |  |  |  |  |  |
| | 22. Augusto III, rey de Polonia (= 26)                                           |  |  |  |  |  |  |  |  |  |  |  |  |  |  |  |
| |                                                                                  |  |  |  |  |  |  |  |  |  |  |  |  |  |  |  |
| |                                                                                  |  |  |  |  |  |  |  |  |  |  |  |  |  |  |  |
| | 11. Princesa María Amalia de Sajonia (= 13)                                      |  |  |  |  |  |  |  |  |  |  |  |  |  |  |  |
| |                                                                                  |  |  |  |  |  |  |  |  |  |  |  |  |  |  |  |
| |                                                                                  |  |  |  |  |  |  |  |  |  |  |  |  |  |  |  |
| | 23. Archiduquesa María Josefa de Austria (= 27)                                  |  |  |  |  |  |  |  |  |  |  |  |  |  |  |  |
| |                                                                                  |  |  |  |  |  |  |  |  |  |  |  |  |  |  |  |
| |                                                                                  |  |  |  |  |  |  |  |  |  |  |  |  |  |  |  |
| | 1. Archiduquesa María Luisa de Austria                                           |  |  |  |  |  |  |  |  |  |  |  |  |  |  |  |
| |                                                                                  |  |  |  |  |  |  |  |  |  |  |  |  |  |  |  |
| |                                                                                  |  |  |  |  |  |  |  |  |  |  |  |  |  |  |  |
| | 24. Felipe V, rey de España (= 20)                                               |  |  |  |  |  |  |  |  |  |  |  |  |  |  |  |
| |                                                                                  |  |  |  |  |  |  |  |  |  |  |  |  |  |  |  |
| |                                                                                  |  |  |  |  |  |  |  |  |  |  |  |  |  |  |  |
| | 12. Carlos III, rey de España (= 10)                                             |  |  |  |  |  |  |  |  |  |  |  |  |  |  |  |
| |                                                                                  |  |  |  |  |  |  |  |  |  |  |  |  |  |  |  |
| |                                                                                  |  |  |  |  |  |  |  |  |  |  |  |  |  |  |  |
| | 25. Princesa Isabel de Parma (= 21)                                              |  |  |  |  |  |  |  |  |  |  |  |  |  |  |  |
| |                                                                                  |  |  |  |  |  |  |  |  |  |  |  |  |  |  |  |
| |                                                                                  |  |  |  |  |  |  |  |  |  |  |  |  |  |  |  |
| | 6. Fernando I, rey de las Dos Sicilias                                           |  |  |  |  |  |  |  |  |  |  |  |  |  |  |  |
| |                                                                                  |  |  |  |  |  |  |  |  |  |  |  |  |  |  |  |
| |                                                                                  |  |  |  |  |  |  |  |  |  |  |  |  |  |  |  |
| | 26. Augusto III, rey de Polonia (= 22)                                           |  |  |  |  |  |  |  |  |  |  |  |  |  |  |  |
| |                                                                                  |  |  |  |  |  |  |  |  |  |  |  |  |  |  |  |
| |                                                                                  |  |  |  |  |  |  |  |  |  |  |  |  |  |  |  |
| | 13. Princesa María Amalia de Sajonia (= 11)                                      |  |  |  |  |  |  |  |  |  |  |  |  |  |  |  |
| |                                                                                  |  |  |  |  |  |  |  |  |  |  |  |  |  |  |  |
| |                                                                                  |  |  |  |  |  |  |  |  |  |  |  |  |  |  |  |
| | 27. Archiduquesa María Josefa de Austria (= 23)                                  |  |  |  |  |  |  |  |  |  |  |  |  |  |  |  |
| |                                                                                  |  |  |  |  |  |  |  |  |  |  |  |  |  |  |  |
| |                                                                                  |  |  |  |  |  |  |  |  |  |  |  |  |  |  |  |
| | 3. Princesa María Teresa de las Dos Sicilias                                     |  |  |  |  |  |  |  |  |  |  |  |  |  |  |  |
| |                                                                                  |  |  |  |  |  |  |  |  |  |  |  |  |  |  |  |
| |                                                                                  |  |  |  |  |  |  |  |  |  |  |  |  |  |  |  |
| | 28. Leopoldo I, duque de Lorena y Bar (= 16)                                     |  |  |  |  |  |  |  |  |  |  |  |  |  |  |  |
| |                                                                                  |  |  |  |  |  |  |  |  |  |  |  |  |  |  |  |
| |                                                                                  |  |  |  |  |  |  |  |  |  |  |  |  |  |  |  |
| | 14. Francisco I, emperador del Sacro Imperio Romano Germánico (= 8)              |  |  |  |  |  |  |  |  |  |  |  |  |  |  |  |
| |                                                                                  |  |  |  |  |  |  |  |  |  |  |  |  |  |  |  |
| |                                                                                  |  |  |  |  |  |  |  |  |  |  |  |  |  |  |  |
| | 29. Princesa Isabel Carlota de Orleans (= 17)                                    |  |  |  |  |  |  |  |  |  |  |  |  |  |  |  |
| |                                                                                  |  |  |  |  |  |  |  |  |  |  |  |  |  |  |  |
| |                                                                                  |  |  |  |  |  |  |  |  |  |  |  |  |  |  |  |
| | 7. Archiduquesa María Carolina de Austria                                        |  |  |  |  |  |  |  |  |  |  |  |  |  |  |  |
| |                                                                                  |  |  |  |  |  |  |  |  |  |  |  |  |  |  |  |
| |                                                                                  |  |  |  |  |  |  |  |  |  |  |  |  |  |  |  |
| | 30. Carlos VI, emperador del Sacro Imperio Romano Germánico (= 18)               |  |  |  |  |  |  |  |  |  |  |  |  |  |  |  |
| |                                                                                  |  |  |  |  |  |  |  |  |  |  |  |  |  |  |  |
| |                                                                                  |  |  |  |  |  |  |  |  |  |  |  |  |  |  |  |
| | 15. María Teresa I, archiduquesa de Austria y reina de Hungría y Bohemia (= 9)   |  |  |  |  |  |  |  |  |  |  |  |  |  |  |  |
| |                                                                                  |  |  |  |  |  |  |  |  |  |  |  |  |  |  |  |
| |                                                                                  |  |  |  |  |  |  |  |  |  |  |  |  |  |  |  |
| | 31. Duquesa Isabel Cristina de Brunswick-Wolfenbüttel (= 19)                     |  |  |  |  |  |  |  |  |  |  |  |  |  |  |  |
| |                                                                                  |  |  |  |  |  |  |  |  |  |  |  |  |  |  |  |
| |                                                                                  |  |  |  |  |  |  |  |  |  |  |  |  |  |  |  |

## Galería de imágenes

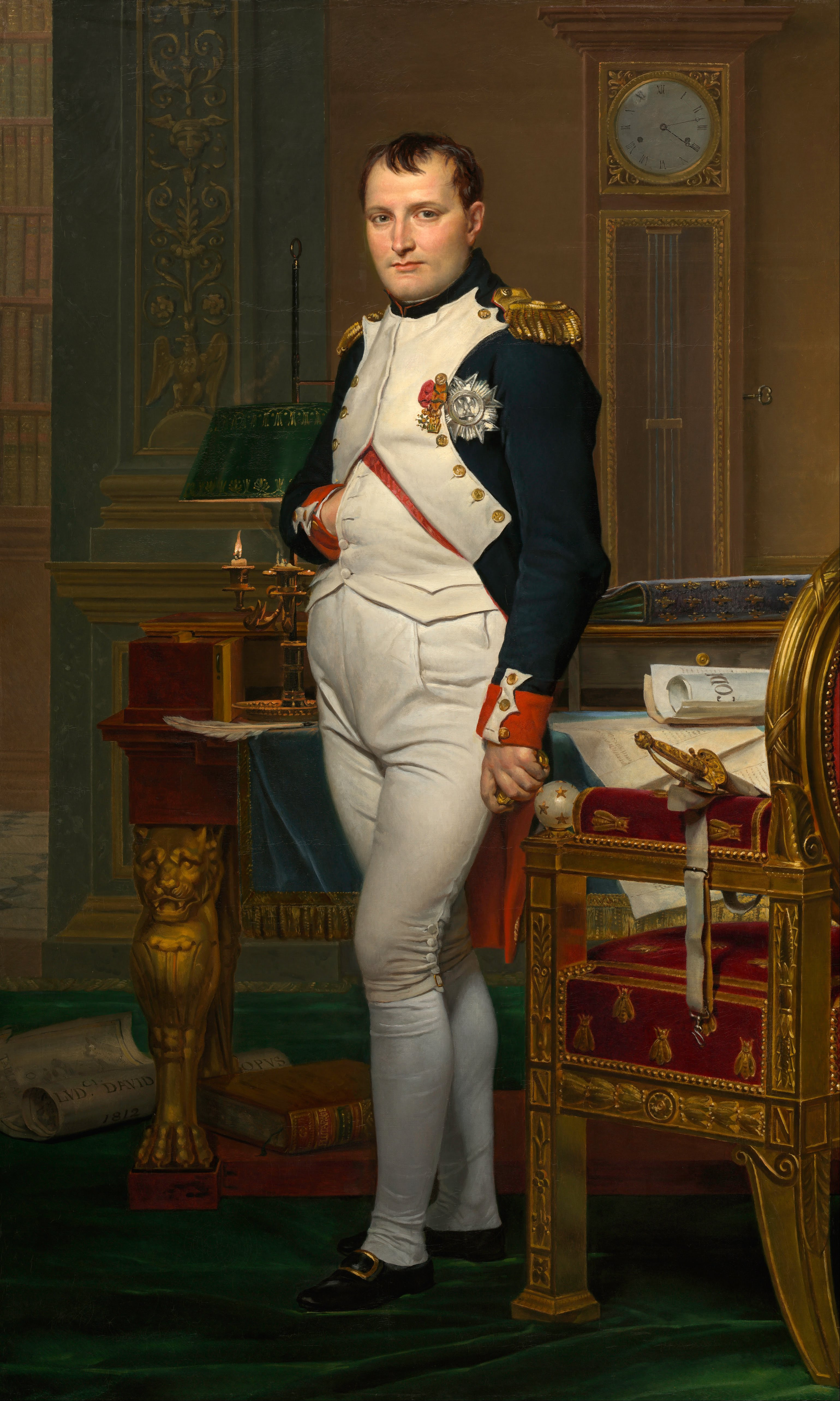
Napoleón Bonaparte, primer esposo de María Luisa por Jacques-Louis David en 1812.
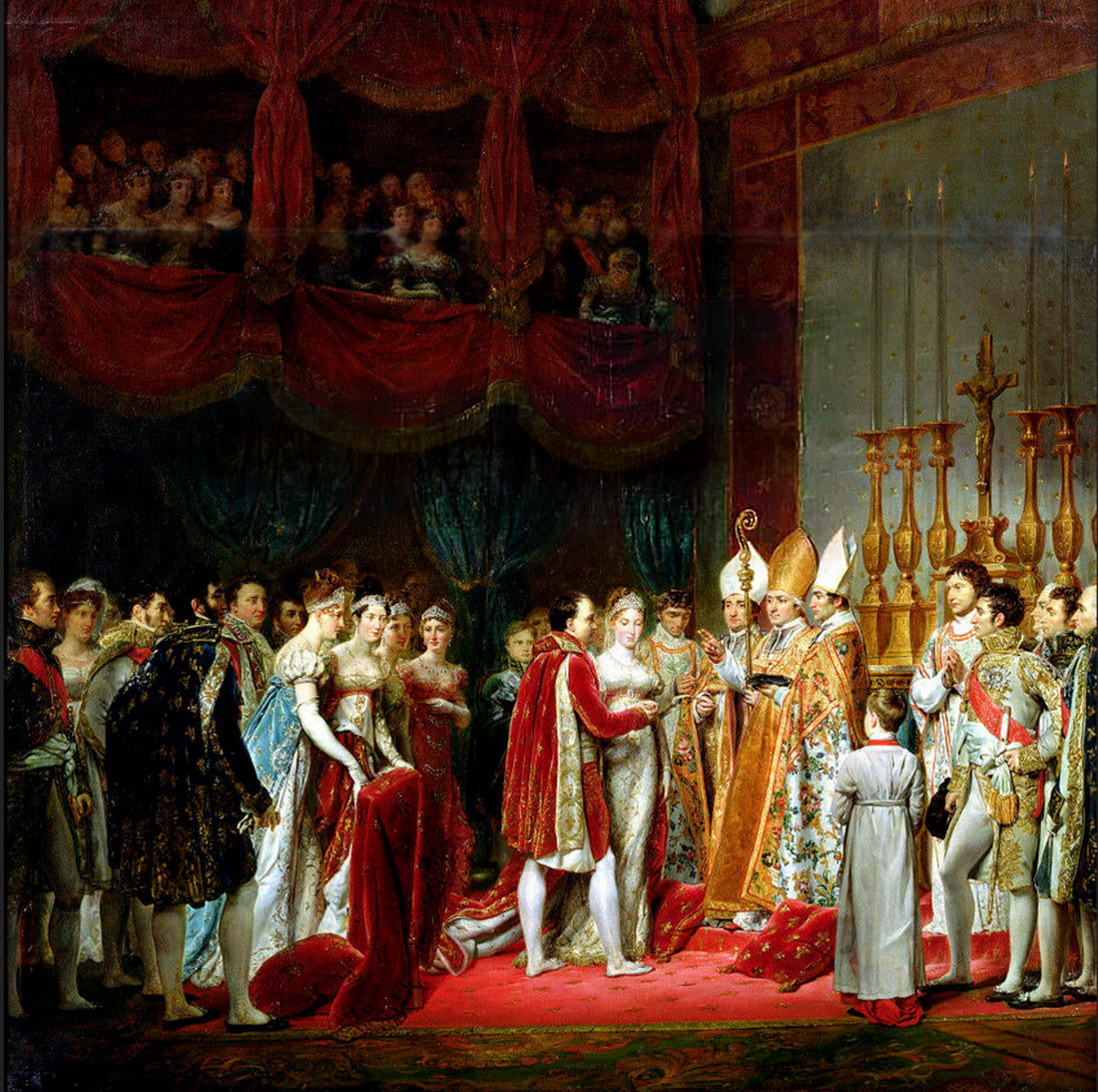
Matrimonio de Napoleón y María Luisa de Austria.
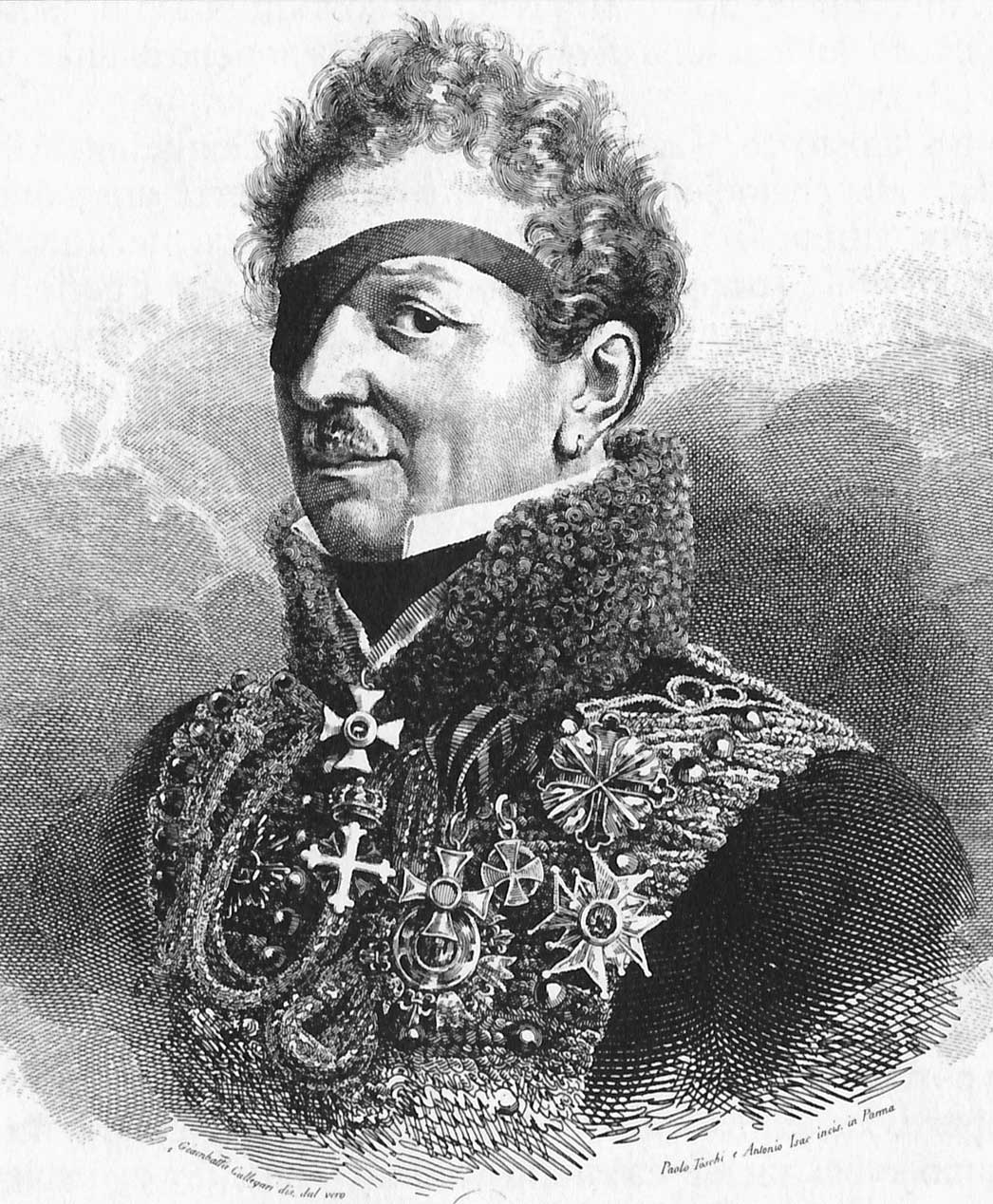
Adam Neipperg, segundo esposo de María Luisa, en un grabado de 1820.
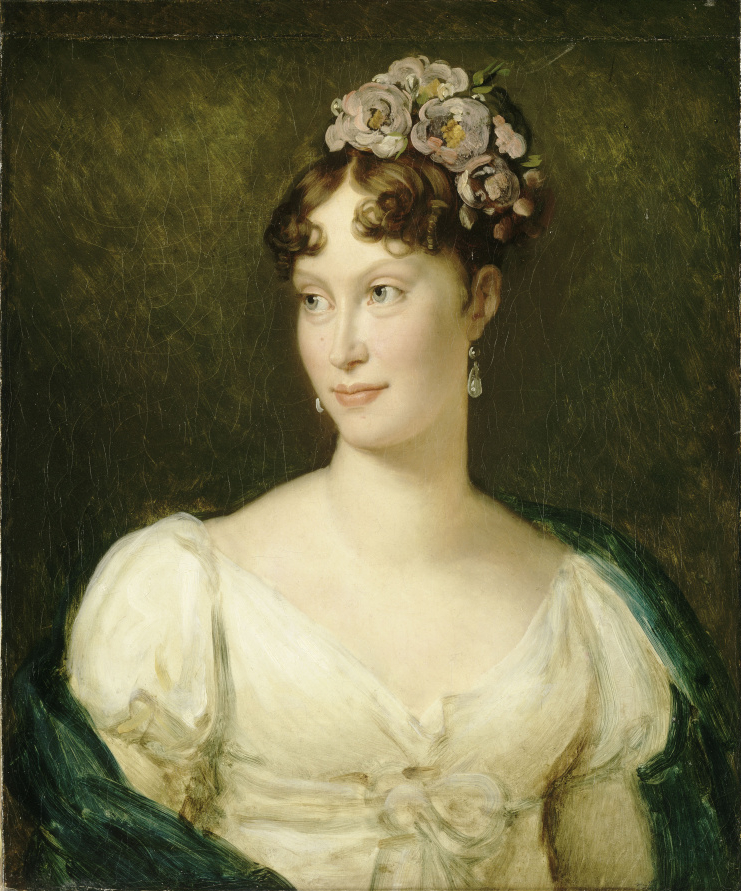
María Luisa de Austria por Gérard.
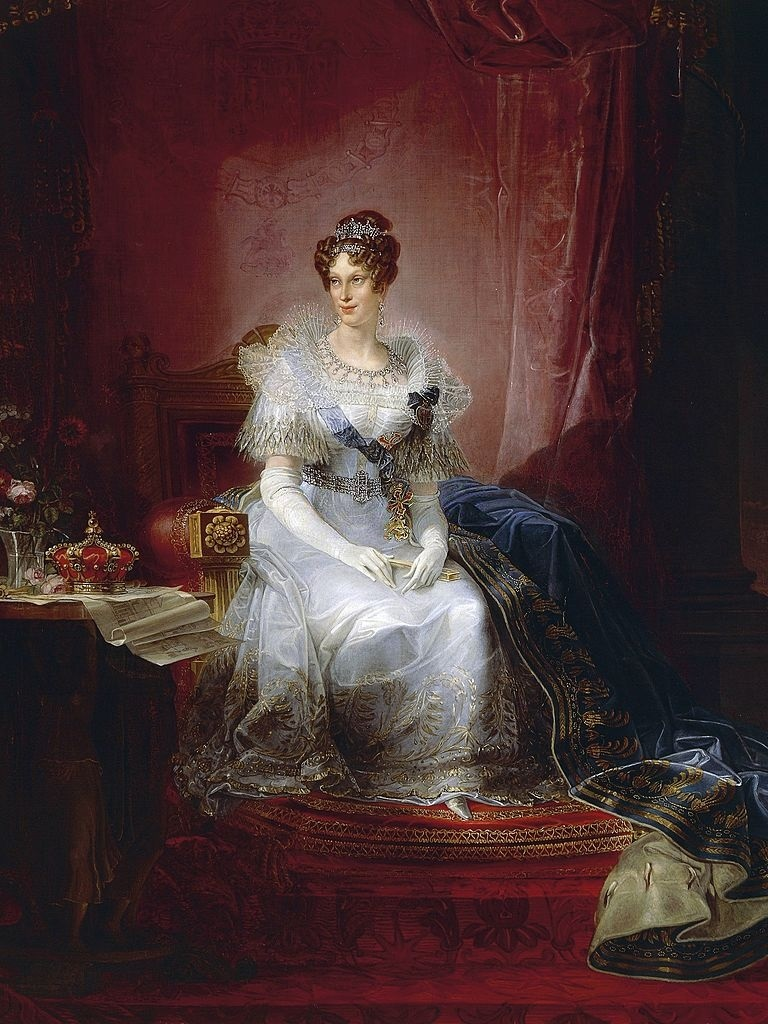
María Luisa de Austria como duquesa de Parma en 1839 por Giovan Battista Borghesi.